# G50-Politik
Als G50-Politik wird die 1950 für Grönland beschlossene politische Strategie bezeichnet, die in der Grønlandskommission von 1948 bis 1950 entwickelt worden war. Nach zehn Jahren wurde sie im von 1960 bis 1964 aktiven Grønlandsudvalg evaluiert und angepasst. Die daraus folgende politische Strategie ist als G60-Politik bekannt und mitsamt den Folgen aus beiden Strategien ebenfalls hier beschrieben.
Als Grönland nach dem Zweiten Weltkrieg dekolonisiert werden sollte, musste ein Plan entwickelt werden, wie dies geschehen sollte, da Grönland bis dahin stark von kolonialen Strukturen geprägt war und entwicklungsmäßig massiv hinter Dänemark zurückgeblieben war. Da Dänemark aber daran interessiert war, die Souveränität über Grönland zu behalten, sollte das Land modernisiert werden. Enorme Investitionen führten zwar zu einer Erhöhung des grönländischen Lebensstandards, hatten aber auch die komplette Umwälzung der grönländischen Gesellschaft zur Folge. Beide Strategien prägten somit die gesamte postkoloniale Phase von den 1950er bis zu den 1970er Jahren, bevor Grönland angesichts der zunehmenden sozialen und kulturellen Probleme, die aus der als Neokolonialismus angesehenen Politik entstanden waren, grönländische Autonomie forderte, die 1979 eingeführt wurde.

## Erstversion: G50-Politik

### Vorgeschichte
Grönland war seit 1721 eine dänische Kolonie, die von Den Kongelige Grønlandske Handel verwaltet wurde, der das Handelsmonopol über Grönland hatte. Grönland war noch in der ersten Hälfte des 20. Jahrhunderts durch die dänische Kolonialpolitik wenig entwickelt.
Durch die US-amerikanische Präsenz in Grönland während des Zweiten Weltkriegs gab es jedoch ab 1941 einen deutlichen Entwicklungsschub. Nach Kriegsende kam die Frage auf, inwiefern das bisherige System mit einem unterentwickelten Land und dem Handelsmonopol noch zeitgemäß ist. 1946 wurde eine Kommission eingerichtet, die den Status Grönlands bewerten sollte. Diese kam zum Schluss, dass Grönland nicht bereit für Reformen ist und die politische Linie der Vorkriegszeit beibehalten werden sollte, was zu Enttäuschung in Grönland führte. Mit der Amtsübernahme des dänischen Staatsministers Hans Hedtoft wendete sich das Blatt, der befürchtete, dass Grönland sich sonst an die Vereinigten Staaten wenden würde und Dänemark die Souveränität über Grönland verlieren könnte. Dazu entstand ab 1947 Druck von den Vereinten Nationen, dass Grönland nicht länger eine Kolonie sein sollte. Hans Hedtoft präsentierte am 10. Juli 1948 seine Ideen für das zukünftige Grönland: Eine Abschaffung des Handelsmonopols, eine Modernisierung und einen grönländischen Vertreter im Rigsdag. Am 4. August bat er Grønlands Landsråd um dessen Meinung. Tags darauf gab Landesratsmitglied Gerhard Egede bekannt, dass Grönland einer Reform positiv gegenüberstünde, auch wenn beispielsweise Frederik Lynge dies kritisierte. Im Oktober 1948 gab Hans Hedtoft bekannt, dass Grönlands Status überarbeitet werden sollte. Am 29. November 1948 wurde schließlich die Grønlandskommission gebildet, der sowohl dänische als auch grönländische Vertreter angehörten.

### Grønlandskommission

#### Hauptkommission
Folgende Personen gehörten der Hauptkommission an:
- Hans Henrik Koch, Departementschef, Kommissionsvorsitzender
- Eske Brun, Direktor von Grønlands Styrelse
- Victor Gram, Folketingsabgeordneter
- Søren Stegger Nielsen, Landstingsabgeordneter
- Halfdan Hendriksen, Landstingsabgeordneter
- Oluf Steen, Folketingsabgeordneter
- Peter Nielsen, Landesratsmitglied
- Gerhard Egede, Landesratsmitglied
- Jørgen Chemnitz, Landesratsmitglied
- Søren Kaspersen, Landesratsmitglied
- Kathrine Chemnitz, Frauenvertreterin
- Andreas Møller, Departementschef, vom Staatsminister ernannt
- Frederik Grünfeld, Abteilungschef, vom Finanzminister ernannt
- Peter Villadsen, Abteilungschef, vom Handelsminister ernannt
- Bengt Dinesen, Departementschef, vom Fischereiminister ernannt
- Georg Hendriksen, Bürochef, vom Bildungsminister ernannt

Peter Nielsen und Søren Kaspersen erkrankten während der Kommissionsarbeit schwer und mussten durch Nikolaj Rosing und Frederik Lennert vertreten werden.
Für die Hauptkommission wurde ein Sekretariat gebildet, dem folgende Personen angehörten:
- Finn Nielsen, Sozialministerium
- Otto Jensen, Sozialministerium
- Kaj Budde Lund, Sozialministerium
- Mogens Grau, Justizministerium
- Jørgen Blom-Hanssen, Innenministerium
- Christian Thomsen, Finanzministerium
- Ole Pedersen, Det Statistiske Departement

Folgende Personen dienten als Dolmetscher:
- Johannes Balle, Kaptajnløjtnant
- Poul Balle, Assistent

Grønlands Landsråd hatte zudem die Befugnis eine weitere Reihe Personen als Experten zu benennen:
- Manasse Mathæussen, Jäger
- Elias Kleist, Fischer
- Andreas Nielsen, Helfer
- Peter Motzfeldt, Schäfer
- Kristoffer Lynge, Redakteur
- Leif Hagensen, Kolonialverwalter
- Mikael Gam, Efterskoleleiter
- Axel Laurent-Christensen, Distriktsarzt
- Louis Jensen, Schäferassistent
- Ove Kampmann, Zivilingenieur

Manasse Mathæussen, Elias Kleist und Andreas Nielsen erkrankten und mussten von Jäger Niels Schmidt, Fischer Jens Olsen und Zimmermann Jonathan Heilmann vertreten werden.

#### Unterkommissionen
Am 21. Januar 1949 wurde die Bildung von neun Unterkommissionen beschlossen, denen zahlreiche weitere Personen angehörten.

##### Unterkommission I
Unterkommission I beschäftigte sich mit den politischen und verwaltungsmäßigen Verhältnissen, darunter Grönlands Stellung im Reich und die grönländischen politischen Organe und öffentlichen Kassen.
Folgende Personen waren Mitglied in der Unterkommission I:
- Hans Henrik Koch, Departementschef, Vorsitzender
- Eske Brun, Direktor, Grønlands Styrelse
- Victor Gram, Folketingsabgeordneter
- Søren Stegger Nielsen, Landstingsabgeordneter
- Halfdan Hendriksen, Landstingsabgeordneter
- Oluf Steen, Folketingsabgeordneter
- Peter Nielsen, Landesratsmitglied (vertreten durch Nikolaj Rosing)
- Gerhard Egede, Landesratsmitglied
- Jørgen Chemnitz, Landesratsmitglied
- Søren Kaspersen, Landesratsmitglied (vertreten durch Frederik Lennert)
- Andreas Møller, Departementschef, Staatsministerium
- Peter Villadsen, Abteilungschef, Handelsministerium
- Frederik Grünfeld, Abteilungschef, Finanzministerium
- Poul Andersen, Juraprofessor, Københavns Universitet
- Flemming Martensen-Larsen, Bürochef, Innenministerium
- Ove Petersen, Kommandørkaptajn, Marineministerium
- Leif Hagensen, Kolonialverwalter
- Mikael Gam, Efterskoleleiter
- Kristoffer Lynge, Redakteur
- Carl Frederik Bistrup Simony, Landsfoged
- Niels Otto Christensen, Landsfoged
- Philip Rosendahl, Bürochef, Grønlands Styrelse
- Aksel Svane, Bürochef, Grønlands Styrelse
- Orla Andersen, Bürochef, Grønlands Styrelse
- Aage Bugge, Lektor, Grønlands Styrelse

##### Unterkommission II
Unterkommission II beschäftigte sich mit dem Rechtssystem und der Rechtsstellung der Bevölkerung.
Folgende Personen waren Mitglied in der Unterkommission II:
- Hans Henrik Koch, Departementschef, Vorsitzender
- Eske Brun, Direktor, Grønlands Styrelse
- Peter Nielsen, Landesratsmitglied (vertreten durch Nikolaj Rosing)
- Gerhard Egede, Landesratsmitglied
- Jørgen Chemnitz, Landesratsmitglied
- Hans Topsøe-Jensen, Bürochef, Justizministerium
- Niels Schaumburg-Christensen, Expeditionssekretär, Justizministerium
- Leif Hagensen, Kolonialverwalter
- Carl Frederik Bistrup Simony, Landsfoged
- Niels Otto Christensen, Landsfoged
- Aksel Svane, Bürochef, Grønlands Styrelse

##### Unterkommission III
Unterkommission III beschäftigte sich mit dem Gesundheitswesen und sozialen Fragen, darunter Förderung des privaten Bauens.
Folgende Personen waren Mitglied in der Unterkommission III:
- Hans Henrik Koch, Departementschef, Vorsitzender
- Eske Brun, Direktor, Grønlands Styrelse
- Victor Gram, Folketingsabgeordneter
- Peter Nielsen, Landesratsmitglied (vertreten durch Nikolaj Rosing)
- Gerhard Egede, Landesratsmitglied
- Jørgen Chemnitz, Landesratsmitglied
- Søren Kaspersen, Landesratsmitglied (vertreten durch Frederik Lennert)
- Kathrine Chemnitz, Frauenvertreterin
- Frederik Grünfeld, Abteilungschef, Finanzministerium
- Lisbet Hindsgaul, Landstingsabgeordnete
- Kirstine Ladefoged Jensen, Ärztin und Folketingsabgeordnete
- Axel Laurent-Christensen, Distriktsarzt
- Poul Hugo Lundsteen, Bürochef, Innenministerium
- Erik Uhl, Oberarzt, Sundhedsstyrelsen
- Eigil Juel-Henningsen, Oberarzt, Sundhedsstyrelsen
- Vagn Sindbjerg-Hansen, Amtsarzt
- Viggo Nørby, Bürochef, Arbeits- und Wohnungsministerium
- Alice Brun, Bürochefin, Finanzministerium
- Wilhelm Groth-Hansen, Architekt, Akademisk Arkitektforening
- Kristoffer Lynge, Redakteur
- Mikael Gam, Efterskoleleiter
- Carl Frederik Bistrup Simony, Landsfoged
- Niels Otto Christensen, Landsfoged
- Philip Rosendahl, Bürochef, Grønlands Styrelse
- Poul Christian Peter Sveistrup, Bürochef, Grønlands Styrelse
- Olav Himmelstrup, Architekt, Bauinspektor, Grønlands Styrelse
- Sylvester Mathias Saxtorph, Arzt, Medizinalberater, Grønlands Styrelse

Folgende Personen wurden zudem extern dazuberufen:
- Johannes Frandsen, Arzt, Medizinaldirektor
- Poul Overdrup Pedersen, Zahnarzt, Professor
- Poul V. Marcussen, Oberarzt
- Alfred Rosenkrantz, Professor
- Hilmar Ødum, Direktor

##### Unterkommission IV
Unterkommission IV beschäftigte sich mit dem wirtschaftlichen Unterfangen, der Beschäftigung der Bevölkerung und deren Förderung, Verarbeitung und Absatz der Produktion, Versorgungsdiensten und dem Monopol.
Folgende Personen waren Mitglied in der Unterkommission IV:
- Hans Henrik Koch, Departementschef, Vorsitzender
- Eske Brun, Direktor, Grønlands Styrelse
- Victor Gram, Folketingsabgeordneter
- Halfdan Hendriksen, Landstingsabgeordneter
- Søren Stegger Nielsen, Landstingsabgeordneter
- Oluf Steen, Folketingsabgeordneter
- Peter Nielsen, Landesratsmitglied (vertreten durch Nikolaj Rosing)
- Gerhard Egede, Landesratsmitglied
- Jørgen Chemnitz, Landesratsmitglied
- Frederik Lennert, Landesratsmitglied
- Kathrine Chemnitz, Frauenvertreterin
- Andreas Møller, Departementschef, Staatsministerium
- Bengt Dinesen, Departmentschef, Fischereiministerium
- Peter Villadsen, Abteilungschef, Handelsministerium
- Frederik Grünfeld, Abteilungschef, Finanzministerium
- Peter Mohr Dam, Folketingsabgeordneter
- Aage Axelsen Drejer, Redakteur, Andelsudvalget
- Ebbe Groes, Direktor, Fællesforeningen for Danmarks Brugsforeninger
- Louis Rostock-Jensen, Orlogskaptajn und Direktor, Marineministerium
- H. L. Jacobsen, Grossierer, Grosserer-Societetet
- Hans Henrik Stevenius-Nielsen, Direktor, Dansk Svovlsyre og Superphosphat-Fabrik
- Henry Tuxen, Zivilingenieur, Direktor, Kryolitselskabet Øresund
- Gert Poulsen, Bürochef, Provinshandelskammeret
- Hjalmar Kaare, Bürochef, Landwirtschaftsministerium
- Claus Sørensen, Direktor, Vestjydsk Fiskeriforening
- Niels Bjerregaard, Fischauktionsmeister, Dansk Fiskeriforening
- Kaj Nielsen, Direktor, Hovedstadens Brugsforening
- Frode Bramsnæs, Zivilingenieur, Leiter des Versuchslabors des Fischereiministeriums
- Erik Hansen, Direktor, Håndværkets Fællesrepræsentation
- Christian Venø, Fischerbootsführer
- Kristoffer Lynge, Redakteur
- Manasse Mathæussen, Jäger (vertreten durch Niels Schmidt)
- Elias Kleist, Fischer (vertreten durch Jens Olsen)
- Peter Motzfeldt, Schäfer
- Andreas Nielsen, Helfer (vertreten durch Jonathan Heilmann)
- Leif Hagensen, Kolonialverwalter
- Louis Jensen, Schäferassistent
- Ove Kampmann, Zivilingenieur
- Carl Frederik Bistrup Simony, Landsfoged
- Niels Otto Christensen, Landsfoged
- Magnus A. Jensen, Bürochef, Grønlands Styrelse
- Poul Christian Peter Sveistrup, Bürochef, Grønlands Styrelse
- Aksel Svane, Bürochef, Grønlands Styrelse
- Orla Andersen, Bürochef, Grønlands Styrelse
- Axel Thorvald Malmquist, Handelsinspektor, Grønlands Styrelse
- Sigurd Lyngbæk, Handelschef, Grønlands Styrelse
- Poul Tverskov, Bürochef, Grønlands Styrelse
- Philip Rosendahl, Bürochef, Grønlands Styrelse
- Paul Hansen, Fischereibiologe, Grønlands Styrelse
- Knud Fæster, Betriebsleiter, Grønlands Styrelse
- Rasmus Tving, Schiffsinspektor, Grønlands Styrelse
- Carl Gerlach-Nielsen, Bürochef, Grønlands Styrelse
- Klaus Lynge, Büroassistent

Folgende Personen wurden zudem extern dazuberufen:
- Hans Kristian Mosegaard, Berater, Den Kongelige Veterinær- og Landbohøjskole
- Johannes Jespersen, Professor, Den Kongelige Veterinær- og Landbohøjskole

##### Unterkommission V
Unterkommission V beschäftigte sich mit den mineralogischen Untersuchungen und anderen wissenschaftlichen Unterfangen.
Folgende Personen waren Mitglied in der Unterkommission V:
- Hans Henrik Koch, Departementschef, Vorsitzender
- Eske Brun, Direktor, Grønlands Styrelse
- Peter Nielsen, Landesratsmitglied (vertreten durch Nikolaj Rosing)
- Gerhard Egede, Landesratsmitglied
- Jørgen Chemnitz, Landesratsmitglied
- Søren Kaspersen, Landesratsmitglied (vertreten durch Frederik Lennert)
- Hans Marius Hansen, Rektor magnificus, Professor, Københavns Universitet
- Hilmar Ødum, Direktor, Danmarks Geologiske Undersøgelse
- Alfred Rosenkrantz, Professor, Polyteknisk Læreanstalt
- Arne Noe-Nygaard, Professor, Københavns Universitet
- Niels Erik Nørlund, Professor, Geodætisk Institut
- Peter Vilhelm Glob, Professor, Århus Universitet
- Helge Petersen, Direktor, Meteorologisk Institut
- Leif Hagensen, Kolonialverwalter
- Ove Kampmann, Zivilingenieur
- Carl Frederik Bistrup Simony, Landsfoged
- Niels Otto Christensen, Landsfoged
- Lauge Koch, Grønlands Styrelse
- Julius Galster, Zivilingenieur, Technischer Berater, Grønlands Styrelse
- A. Fischer, Zivilingenieur, Grønlands Styrelse

##### Unterkommission VI
Unterkommission VI beschäftigte sich mit den kulturellen Angelegenheiten, darunter Kirche, Schule, Radio, Film und Presse.
Folgende Personen waren Mitglied in der Unterkommission VI:
- Hans Henrik Koch, Departementschef, Vorsitzender
- Eske Brun, Direktor, Grønlands Styrelse
- Søren Stegger Nielsen, Landstingsabgeordneter
- Peter Nielsen, Landesratsmitglied (vertreten durch Nikolaj Rosing)
- Gerhard Egede, Landesratsmitglied
- Jørgen Chemnitz, Landesratsmitglied
- Søren Kaspersen, Landesratsmitglied (vertreten durch Frederik Lennert)
- Kathrine Chemnitz, Frauenvertreterin
- Georg Hendriksen, Bürochef, Bildungsministerium
- Andreas Detlefsen, Bürochef, Kirchenministerium
- Henrik Urne, Bevollmächtigter, Justizministerium
- Theodor Wellejus, Redakteur, Danske Dagblades Fællesrepræsentation
- Magnus Jørgensen, Redakteur, Journalistforbundet (vertreten durch Aage Zartov)
- Frederik Emil Jensen, Direktor, Statsradiofonien
- Kristoffer Lynge, Redakteur
- Mikael Gam, Efterskoleleiter
- Axel Laurent-Christensen, Distriktsarzt
- Carl Frederik Bistrup Simony, Landsfoged
- Niels Otto Christensen, Landsfoged
- Philip Rosendahl, Bürochef, Grønlands Styrelse
- Aage Bugge, Lektor, Grønlands Styrelse
- Henning Schultz-Lorentzen, Propst, Grønlands Styrelse
- Villy Borum, Inspektor, Grønlands Styrelse

Folgende Personen wurden zudem extern dazuberufen:
- Niels Erik Holmblad, Chefingenieur
- James Steffensen, Signalingenieur, De Danske Statsbaner
- Hugo Holten Møller, Telegrafinspekteur, Grønlands Styrelse
- Erik Hansen, Direktor, Håndværkets Fællesrepræsentation

##### Unterkommission VII
Unterkommission VII beschäftigte sich mit der technischen Organisation, darunter dem Kommunikationswesen.
Folgende Personen waren Mitglied in der Unterkommission VII:
- Hans Henrik Koch, Departementschef, Vorsitzender
- Eske Brun, Direktor, Grønlands Styrelse
- Oluf Steen, Folketingsabgeordneter
- Peter Nielsen, Landesratsmitglied (vertreten durch Nikolaj Rosing)
- Gerhard Egede, Landesratsmitglied
- Jørgen Chemnitz, Landesratsmitglied
- J. Førgaard, Expeditionssekretär, Ministerium für Öffentliche Arbeiten
- Ove Petersen, Kommandørkaptajn, Marineministerium
- Janus Sørensen, Materiellmeister, Marineministerium
- Aage E. Bretting, Professor, Polyteknisk Læreanstalt
- Einar Thorsen, Zivilingenieur, Dansk Ingeniørforening
- Hans Garde, Direktor, Dansk Dampskibsrederiforening
- C. C. Beckmann, Vizeflugchef, Det Danske Luftfartselskab (vertreten durch Linienchef V. Lauritzen)
- James Steffensen, Signalingenieur, De Danske Statsbaner
- Ove Kampmann, Zivilingenieur
- Leif Hagensen, Kolonialverwalter
- Louis Jensen, Schäferassistent
- Carl Frederik Bistrup Simony, Landsfoged
- Niels Otto Christensen, Landsfoged
- Magnus A. Jensen, Bürochef, Grønlands Styrelse
- Aksel Svane, Bürochef, Grønlands Styrelse
- Julius Galster, Zivilingenieur, Technischer Berater, Grønlands Styrelse
- Axel Thorvald Malmquist, Handelsinspektor, Grønlands Styrelse
- Olav Himmelstrup, Architekt, Bauinspektor, Grønlands Styrelse
- Hugo Holten Møller, Telegrafinspekteur, Grønlands Styrelse
- Rasmus Tving, Schiffsinspektor, Grønlands Styrelse

Folgende Personen wurden zudem extern dazuberufen:
- Erik Johannes Overbye, Orlogskaptajn
- Knud Lyngbye, Direktor

##### Unterkommission VIII
Unterkommission VIII beschäftigte sich mit dem Lohnsystem und der Personalpolitik.
Folgende Personen waren Mitglied in der Unterkommission VIII:
- Hans Henrik Koch, Departementschef, Vorsitzender
- Eske Brun, Direktor, Grønlands Styrelse
- Peter Nielsen, Landesratsmitglied (vertreten durch Nikolaj Rosing)
- Gerhard Egede, Landesratsmitglied
- Jørgen Chemnitz, Landesratsmitglied
- Søren Kaspersen, Landesratsmitglied (vertreten durch Frederik Lennert)
- Kathrine Chemnitz, Frauenvertreterin
- Frederik Grünfeld, Abteilungschef, Finanzministerium
- Erik Frank, Expeditionssekretär, Finanzministerium
- Walther Elmquist, Direktor, Dansk Arbejdsgiverforening
- Einar Nielsen, Vizevorsitzender, De Samvirkende Fagforbund
- Peder Madsen, Geschäftsführer, Tjenestemændenes Centralorganisation I
- Poul Kristian From Hansen, Ticketkontrolleur, Tjenestemændenes Centralorganisation II
- Andreas Nielsen, Helfer (vertreten durch Jonathan Heilmann)
- Kristoffer Lynge, Redakteur
- Leif Hagensen, Kolonialverwalter
- Mikael Gam, Efterskoleleiter
- Axel Laurent-Christensen, Distriktsarzt
- Louis Jensen, Schäferassistent
- Ove Kampmann, Zivilingenieur
- Carl Frederik Bistrup Simony, Landsfoged
- Niels Otto Christensen, Landsfoged
- Poul Christian Peter Sveistrup, Bürochef, Grønlands Styrelse
- Orla Andersen, Bürochef, Grønlands Styrelse
- Axel Thorvald Malmquist, Handelsinspektor, Grønlands Styrelse
- Aage Bugge, Lektor, Grønlands Styrelse
- Klaus Lynge, Büroassistent
- Henning Schultz-Lorentzen, Propst, Grønlands Styrelse
- Aksel Svane, Bürochef, Grønlands Styrelse

##### Unterkommission IX
Unterkommission IX beschäftigte sich mit Angmagssalik, Scoresbysund und Thule.
Folgende Personen waren Mitglied in der Unterkommission IX:
- Hans Henrik Koch, Departementschef, Vorsitzender
- Eske Brun, Direktor, Grønlands Styrelse
- Peter Nielsen, Landesratsmitglied (vertreten durch Nikolaj Rosing)
- Gerhard Egede, Landesratsmitglied
- Jørgen Chemnitz, Landesratsmitglied
- Søren Kaspersen, Landesratsmitglied (vertreten durch Frederik Lennert)
- Halfdan Hendriksen, Landstingsabgeordneter
- Lisbet Hindsgaul, Landstingsabgeordnete
- Manasse Mathæussen, Jäger (vertreten durch Niels Schmidt)
- Leif Hagensen, Kolonialverwalter
- Axel Laurent-Christensen, Distriktsarzt
- Mikael Gam, Efterskoleleiter
- Carl Frederik Bistrup Simony, Landsfoged
- Niels Otto Christensen, Landsfoged
- Philip Rosendahl, Bürochef, Grønlands Styrelse
- Magnus A. Jensen, Bürochef, Grønlands Styrelse
- Poul Christian Peter Sveistrup, Bürochef, Grønlands Styrelse
- Ejnar Mikkelsen, Kaptajn, Inspektor, Grønlands Styrelse

#### Kommissionsarbeit und Gutachten
Die Kommission begann am 20. Januar 1949 die Arbeit. Noch vor Beendigung der Arbeit empfahl sie im Sommer 1949 erste Maßnahmen gegen die Tuberkuloseepidemie in Grönland und eine Verbesserung der Wasserversorgung in Aasiaat, Nuuk und Narsaq. Am 20. Juli 1949 reiste die gesamte Kommission auf der Jungfernfahrt der Umanak zusammen mit dem Grönlandausschuss des Rigsdags nach Grönland. Vom 29. Juli bis zum 2. August beriet sich die Kommission mit Grønlands Landsråd, der die bisherige Arbeit bewerten durfte und sich zufrieden zeigte. Die Reise diente vor allem dazu, dass die dänischen Kommissionsmitglieder sich selbst ein Bild von der Lage in Grönland machen konnten. Am 21. August reisten sie wieder zurück nach Dänemark, teils mit dem Flugzeug, teils mit der Umanak. Anschließend wurden die bisherigen Beschlüsse wo nötig überarbeitet. Am 28. Februar 1950 gab die Kommission schließlich ihr Gutachten heraus, in dem geschrieben stand, dass man sich den massiven Veränderungen für die grönländische Gesellschaft, die die Empfehlungen der Kommission zur Folge haben würden, bewusst ist.
Das Gutachten der Kommission war auf Basis der neun Unterkommissionen in neun Bände geteilt. Insgesamt umfasste das Gutachten rund 1100 Seiten und war eine umfassende Beschreibung der grönländischen Gesellschaft und Strukturen Mitte des 20. Jahrhunderts.
- Band 1 I: Einleitung, Platzierung und Ausformung von Siedlungen, zukünftiges Bauwesen
- Band 1 II: Kartenmaterial zu Band 1 I
- Band 2: Politische und administrative Verhältnisse, Rechtswesen
- Band 3: Schulwesen, Kirche und andere kulturelle Verhältnisse
- Band 4 I: Gesundheitswesen, Wohnungsbau und soziale Verhältnisse
- Band 4 II: Schreiben der Sundhedsstyrelsen vom 21. Oktober 1948 samt Anhang
- Band 5 I: Erwerbsmäßige und wirtschaftliche Verhältnisse Teil 1
- Band 5 II: Erwerbsmäßige und wirtschaftliche Verhältnisse Teil 2
- Band 6: Angmagssalik, Scoresbysund und Thule

##### Siedlungspolitik
Die Kommission konstatierte, dass Grönland eine geringe Bevölkerung auf einem großen Areal hatte, die zudem auf übermäßig viele kleine Orte verteilt war. Der historische Hintergrund ist, dass diese gleichmäßig verteilte Besiedelung eine Voraussetzung für einen erfolgreichen Robbenfang während der Kolonialzeit war. Allerdings nahm die Bedeutung des Robbenfangs für den Kolonialhandel seit Beginn des 20. Jahrhunderts stark ab und der Fokus auf Fischerei setzte voraus, dass die Bevölkerung nah an Fischfabriken etc. wohnt. Diese Infrastruktur konnte nicht in jedem Ort gewährleistet werden und so stellte die Kommission eine zunehmende Urbanisierung fest. Sie hob hervor, dass auch aus anderen Gründen eine solche Entwicklung vorteilhaft ist, nämlich weil dadurch eine bessere Schulbildung und bessere medizinische Versorgung ermöglicht und Arbeitskräfte in der Verwaltung eingespart werden könnten.
Die Kommission sah es als sinnvoll an, die langsam voranschreitende Entwicklung in den Besiedelungsstrukturen zu beschleunigen. Sie lehnte eine Zwangsumsiedelung ab, empfahl aber die Förderung und Motivation von freiwilligen Umzügen. Eine Untersuchung der Distrikte Upernavik und Uummannaq zeigte, dass dort Fischerei kaum möglich war, der Robbenfang aber dennoch stark zurückging und eine Aufrechterhaltung der Besiedelung dieser über 500 km langen Küstenlinie kaum zweckmäßig war. Ausdrücklich erwähnte die Kommission, dass der nördlichste Ort Kullorsuaq aufgegeben werden sollte. Die Kommission empfahl die Umlernung der robbenfangenden Bevölkerung im Norden Westgrönlands, damit sie nach der Umsiedelung ebenfalls der Fischerei nachgehen könnte. Bezüglich der Bergbaustadt Qullissat empfahl die Kommission deren Aufgabe, da sie wirtschaftlich nicht lohnte – der Kohleimport war billiger – und keine anderen Einnahmensquellen existierten. Analog zur Situation im Norden Westgrönlands wurde auch die Lage im äußersten Süden am Kap Farvel kritisch hinterfragt. Nach dem Rückgang des Robbenfangs gelang aufgrund der Eisverhältnisse kaum der Übergang zur Fischerei. Die Kommission empfahl stark die schnellstmögliche Aufgabe des größten Teils des Gebiets. Es wurde darauf aufmerksam gemacht, dass eine Änderung der wirtschaftlichen Lage in naher Zukunft auch die Aufgabe weiterer Orte in Westgrönland notwendig machen könnte. Die Kommission säte zudem Zweifel, dass Nuuk als Hauptstadt Grönlands geeignet wäre, da die wirtschaftliche Lage dort im Vergleich zum Rest des Landes die geringste Rolle spielte, weil die Kolonie schon damals stark auf Verwaltung ausgerichtet war.
Die Frage, wie stark die Bevölkerung konzentriert werden sollte, wollte die Kommission nicht ausdrücklich beantworten. Allerdings gab sie zu verstehen, dass eine Konzentrierung auf drei oder vier Städte aus wirtschaftlichen und sozialen Gründen ebenfalls nicht sinnvoll wäre. Die Aussage, dass die derzeitigen Kolonien bis auf Qullissat innerhalb der nächsten Jahre zumindest nicht aufgegeben werden sollten, impliziert jedoch, dass eine Urbanisierung von nahezu 100 % wünschenswert wäre, da die Aufrechterhaltung von Udstedern und Wohnplätzen nicht erwähnt wird.
Die Kommission beschäftigte sich zudem mit der Frage, welche Orte gefördert werden sollten und welche Bedingungen dafür vorliegen müssten. Dies waren wirtschaftliche Möglichkeiten, vor allem Fischerei, ausreichende Bauflächen, da viele Orte durch Berge und Felsen eine Ausbaugrenze haben, Hafenverhältnisse, die das Anlegen größerer Schiffe ermöglichen, und auch sonst die Möglichkeit eine Verkehrsinfrastruktur mit dem Schiff zu anderen Orten aufrechtzuerhalten sowie eine zufriedenstellende Wasserversorgung. Besonders Aasiaat, Narsaq und möglicherweise Nuuk sollten ausgebaut werden und die Bevölkerung aus den nördlichen und südlichen Gebieten aufnehmen.

##### Bauwesen
Dieser Abschnitt bezog sich auf die konkreten Modernisierungsmaßnahmen, die sich in der Schaffung einer verbesserten physischen Infrastruktur widerspiegeln sollten. Die Kommission kam zum Schluss, dass dies dänische Arbeitskräfte verlangen würde, da Grönländer in diesem Bereich keine Ausbildung hätten und somit nach Möglichkeit keine Grönländer in den Bauprozess einbezogen werden sollten und diese stattdessen der Fischerei etc. nachgehen sollten.
Die Kommission war sich der Komplexität dieser Aufgabe bewusst, die sowohl aus finanzieller als auch aus planungsmäßiger Sicht eine Herausforderung darstellte. Deswegen forderte sie eine gründliche Finanz- und Stadtplanung für die Frage, wie das Modernisierungsprojekt angegangen werden sollte, das mehrere Jahre brauchen würde.
Der größte Fokus wurde auf Wohnungsbau und den Bau von Schulen und Krankenhäusern gelegt. Konkret wurden Krankenhäuser in Sisimiut, Aasiaat, Qaqortoq und Tasiilaq sowie ein spezielles Tuberkulosekrankenhaus und Häfen in Aasiaat, Nuuk und Qaqortoq als dringendste Projekte genannt.
Die Kommission rechnete aus, wie stark Dänemark durch die Investitionen in Grönland finanziell belastet würde, und gab an, dass diese hohen Kosten jedoch notwendig wären „für eine Entwicklung des grönländischen Volks hin zu größerer kultureller und wirtschaftlicher Reife“. Wenn diese Investitionen nicht sofort getätigt würden, würden sich die Probleme in Grönland verschlimmern und später noch teurer werden.

##### Verwaltung
Die Kommission empfahl eine Überarbeitung des Verwaltungsgesetzes von 1925. Konkret wurden folgende Vorschläge genannt: Die beiden Landesräte für Nordgrönland und Südgrönland sollten vereinigt werden und erstmals per Direktwahl von der Bevölkerung gewählt werden statt von den Mitgliedern der Gemeinderäte. Der Landesrat sollte zudem größere Befugnisse bei der Verwaltung der finanziellen Mittel erhalten. Eine Kommunalreform sollte die über 60 Gemeinden in größerem Umfang zusammenlegen und ebenso ihre Befugnisse vergrößern. Die Sysselräte sollten abgeschafft werden. Zudem sollte Grönlands in stärkerem Grad von einer Zentralverwaltung in Grönland aus verwaltet werden statt von Dänemark aus. Die Bereiche, die nur von Dänemark aus verwaltet werden konnten, sollten von einem eigenen Departement unter dem Staatsminister übernommen werden. Außerdem empfahl die Kommission, dass grönländische Vertreter im Grönlandausschuss des Rigsdags sitzen sollten, bis die verfassungsmäßige Rolle Grönlands geklärt ist und eventuell Grönland aktives und passives Wahlrecht bei der dänischen Parlamentswahl erhielt.

##### Technische Organisation
Die Kommission empfahl die Gründung einer technischen Organisation, die sich um die Verwaltung der Infrastruktur kümmern sollte. Konkret wurden vier Aufgabenbereiche genannt: Wohnungswesen (Architektur), Bauwesen (Bautechnik), Fabriks- und Lebensmittelwesen (Maschinen- und Chemotechnik) und Kommunikationswesen (Elektrotechnik). Die Organisation sollte sowohl von Dänemark (Organisation) als auch von Grönland (Praxis) aus arbeiten. Die technische Organisation sollte zudem für eine Modernisierung des grönländischen Handwerks sorgen, da die bis dahin in Grönland benutzten Maschinen und Werkzeuge nicht mehr zeitgemäß waren.

##### Forschungswesen
Die Kommission merkte an, dass das Forschungswesen in Grönland bisher einen starken mineralogisch-geologischen Fokus hätte und empfahl, dass ein Ausschuss für die wissenschaftliche Arbeit in Grönland in Zukunft auch von Vertretern anderer Fachdisziplinen besetzt sein sollte. Darüber hinaus wurde jedoch auch empfohlen, die mineralogisch-geologische Arbeit zu intensivieren, um Grönland nach Bodenschätzen zu durchsuchen, die in Zukunft als mögliche finanzielle Einnahmequelle dienen könnten. Es sollte dabei eine Organisationsstruktur in Dänemark aufgebaut werden, um systematisch der Rohstoffforschung in Grönland zu dienen. Zudem riet die Kommission zur Errichtung eines Lehrstuhls für Geophysik in Dänemark, um Expertise für Grönland zu schaffen.

##### Küstenbewachung
Die Bewachung der grönländischen Küste oblag dem Søværnet, der dänischen Marine. Die Kommission stellte fest, dass diese allerdings kaum über die Möglichkeiten einer ausreichenden Küstenbewachung in Grönland verfügte. Zu diesem Zeitpunkt verfügte die Marine in Grönland nur über drei Schiffe. Die Kommission empfahl eine Aufstockung auf zehn Schiffe sowie zwei Amphibienflugzeuge in Bluie West One. Darüber hinaus sollte der Hafen in Nuuk entweder ausgebaut oder durch einen neuen ersetzt werden. Die Kommission schlug vor, dass auch Grönländer bei der grönländischen Küstenbewachung mitwirken dürfen sollten.

##### Rechtssystem
Das grönländische Rechtssystem war damals deutlich kolonial geprägt. Während Dänen in Grönland dem dänischen Recht untergeordnet waren, galt dies nicht für die grönländische Bevölkerung, wo juristische Streitigkeiten seit 1925 im Sysselrat unter Vorsitz des Kolonialverwalters geklärt wurden. Die Kommission lehnte eine Fortführung des bisherigen Systems ab und empfahl die Einrichtung eines eigentlichen Gerichts unter Vorsitz eines Juristen sowie von mehreren Untergerichten, deren Mitglieder teils vom Gemeinderat gewählt werden sollten statt vom Richter selbst. Zudem sollten durchgehend Strafverteidiger eingeführt werden. Die Untergerichte sollten als erste Instanz fungieren, von wo aus das Gericht als zweite Instanz angerufen werden sollte. Mit Genehmigung des Justizministeriums sollte es zudem möglich werden, sich in dritter Instanz an das dänische Højesteret zu wenden. Darüber hinaus sollte ein Polizeiwesen eingerichtet werden, womit die Aufrechterhaltung der öffentlichen Ordnung nicht mehr Teil der Judikative sein sollte.

##### Schulwesen
Das grönländische Schulwesen war bisher als Relikt der Missionierung noch ein Teil des Kirchenwesens gewesen, wo theologisch ausgebildete Personen für die Gestaltung des Unterrichts verantwortlich waren. Die Kommission empfahl den Aufbau eines unabhängigen Schulsystems. Die Aufgaben des Propsts sollten von einer Schuldirektion übernommen werden, während in Dänemark ausgebildete Lehrer als Schulinspektoren die Schulleitung vom Pastor übernehmen sollten. Katecheten sollten nicht mehr zugleich als Lehrer fungieren. Auch Frauen sollten sich zu Lehrerinnen ausbilden lassen dürfen. Die Schulausschüsse sollten von den Gemeinderäten gewählt werden statt wie bisher von den Sysselräten.
Die Kommission empfahl zudem eine Intensivierung des Dänischunterrichts mit der Anstellung von mehr dänischen Lehrern. Dabei sollten auch komplett dänischsprachige Klassen als Alternative für den grönländischsprachigen Unterricht eingerichtet werden.
Außerdem sollte eine dänischsprachige Mellemskole eingerichtet werden, die Mädchenefterskole abgeschafft werden und Jungen und Mädchen gemeinsam an der Efterskole unterrichtet werden, eine Realschule eingeführt werden und der Unterricht an Grønlands Seminarium reformiert werden, um ihn strikter von der Realschule abzugrenzen und auf kirchliche und pädagogische Bildung zu fokussieren. Zudem sollten Hausfrauenschulen, Abendschulen und Kindergärten eingeführt werden.
Schulbücher sollten von den Schulen als Leihe zur Verfügung gestellt werden in den Schulen sollte ein hygienisches und medizinisches Angebot für die Schüler gemacht werden.

##### Kirche
Die Kommission verzichtete auf Vorschläge für eine größere Reform des Kirchenwesens. Zu den bedeutendsten Änderungen gehörten die Einführung eines Kirchengemeinderats und die Verpflichtung zu einem Ausbildungsjahr in Dänemark für grönländische Pastoren.

##### Kultur
Zu sonstigen kulturellen Angelegenheiten empfahl die Kommission die Errichtung eines systematischen Berufslehrwesens. Sie beschäftigte sich zudem mit dem Radiowesen in Grönland, das ausgebaut werden sollte. Die Presse sollte mehr zweisprachig werden, sodass wichtige Zeitungsartikel sowohl auf Grönländisch als auch auf Dänisch verfügbar sind. Außerdem sollte eine dänisch-grönländische Literaturgesellschaft gegründet werden, um mehr Literatur in Grönland zu verbreiten. Dazu sollte eine Hauptbibliothek in Nuuk gegründet werden und größere Bibliotheken in Qaqortoq und Aasiaat, während in kleineren Orten kleine Buchsammlungen und Wandersammlungen angelegt werden sollten, sowie zehn Schulbibliotheken in Grönland. Zudem wurden Maßnahmen empfohlen, um die Verbreitung von Filmen in Grönland zu stärken. Als letzte Punkte wurde die Errichtung von Versammlungshäusern und die Förderung von Vereinen genannt.

##### Gesundheitswesen
Die Kommission berief sich bei ihrer Bewertung des Gesundheitssystems auf das in Band 4 II sowohl ausführlich als auch resümiert beigelegte Gutachten der Sundhedsstyrelsen, das auf einer Arztexpedition von 1947/48 basierte.
Laut der Kommission waren zum damaligen Zeitpunkt rund 6 bis 10 Prozent der grönländischen Bevölkerung mit Tuberkulose infiziert, während es in Dänemark nur 0,4 % waren. Die Sterblichkeit bei Tuberkulose war in Grönland 30-mal höher als in Dänemark. Zudem wurde Gonorrhoe als verbreitete Krankheit genannt und auf die Promiskuität der grönländischen Bevölkerung zurückgeführt. Die allgemeine hohe Anfälligkeit für Krankheiten wurde mit den schlechten Wohn- und Hygieneverhältnissen begründet.
Die Kommission empfahl von daher eine vollständige Reorganisation und Ausweitung des Gesundheitswesens. Ein Amtsarzt für ganz Grönland sollte für die Koordinierung angestellt werden und unter ihm die Zahl der allgemeinen Ärzte von 14 auf 22 erhöht werden. Dazu sollten vier Zahnärzte und weitere Krankenschwestern und Hebammen angestellt werden und in Nuuk ein Tuberkulosekrankenhaus mit weiteren drei Ärzten errichtet werden. Darüber hinaus sollten ein oder zwei Tuberkuloseschiffe für die Versorgung außerhalb der Reichweite der Krankenhäuser angeschafft werden. Außerdem wurde ein Palliativzentrum für unheilbare Tuberkulosepatienten und eine Ausweitung des Kindersanatoriums empfohlen. Die bestehenden Krankenhäuser entsprachen größtenteils nicht den Anforderungen bzgl. Platz und Ausrüstung und sollten durch modernisierte Erweiterungs- und Neubauten ersetzt werden. Die Verbreitung von sexuell übertragbaren Krankheiten sollte durch strengere Verhaltensregeln und Diagnoselabore eingeschränkt werden. Für die Verbesserung der Hygieneverhältnisse wurden Aufklärungskampagnen und eine Modernisierung der Wasserversorgung und Abwasserentsorgung empfohlen.

##### Wohnungsbau
Wie bereits in Verbindung mit dem mangelhaften Gesundheitswesen genannt, waren die Wohnhäuser der Grönländer damals aus hygienischer Sicht unzureichend. Teils lebte die Bevölkerung noch immer in Torfmauerhäusern, teils in Holzhäusern. Für Wohnhäuser existierte in Grönland kein Architekturwesen und sämtlich Gebäude waren von ihren Bewohnern selbst errichtet und meist schlecht isoliert oder undicht. Darüber hinaus waren sie aus europäischer Sicht viel zu klein.
Die Kommission empfahl deswegen die Errichtung von rund 6000 neuen und architektonisch geplanten Wohnungen (Grönland hatte zu diesem Zeitpunkt rund 23.000 Einwohner) innerhalb von maximal 20 Jahren. Da die Kosten für ein solchen Haus wegen der weiterhin nur in verhältnismäßig geringem Grad vorhandenen Geldwirtschaft unter der grönländischen Bevölkerung für diese nicht zu bezahlen wären, sollte der dänische Staat mindestens 50 % der Kosten übernehmen, während der Rest verzinst in Raten über 35 Jahre abgezahlt werden sollte. In Verbindung damit empfahl die Kommission auch die Einrichtung eines Grundbesitzwesens sowie die Gründung einer Feuerwehr in allen größeren Orten.

##### Soziales
Die Kommission empfahl, dass Sozialleistungen in Zukunft so gut wie ausschließlich in Form von Geld erfolgen sollten. Wegen der geringen Bevölkerung wurde die Einrichtung von Pflegeeinrichtungen für Behinderte für nicht sinnvoll gehalten und geraten, diese bei Bedarf in Dänemark unterzubringen. Das Kindeswohl sollte gestärkt werden und Ausschüsse gegründet werden, die sich dieser Aufgabe annehmen und notfalls die Inobhutnahme eines Kindes anordnen konnten. Auch alleinerziehende und unverheiratete Mütter sollten Kindergeld erhalten können. Es sollte ein Rentenwesen eingerichtet werden, das ohne weitere Hilfe zum Lebensunterhalt genügt, und zudem eine Krankenkasse für Grönländer und Dänen in Grönland. In Grönland galt seit jeher ein Alkoholverbot für Grönländer, nicht jedoch für Dänen. Die Kommission einigte sich darauf, dieses aufzuheben und Alkohol ohne weitere Einschränkungen zu verkaufen, allerdings sollte der Preis für alkoholische Waren sehr hoch angesetzt werden, um Alkoholismus zu verhindern.

##### Wirtschaft
Grönländer lebten seit jeher vom Robbenfang, der auch in der Kolonialzeit die bedeutendste Einnahmequelle für Den Kongelige Grønlandske Handel war. In der ersten Hälfte des 20. Jahrhunderts verlor der Robbenfang jedoch stark an Bedeutung und wurde von der Fischerei, vor allem nach Dorsch, abgelöst. Dieser wurde in Fischhäusern in nahezu allen Kolonien und Udstedern zu Salzfisch verarbeitet. Neben der Jagd wurde in Südgrönland zudem Viehhaltung betrieben und in kleinem Ausmaß wurde in Grönland Bergbau betrieben, vor allem der Kryolithbergbau in Ivittuut, der jedoch zwischenweise die bedeutendste Einnahmequelle war. Die Umstellung vom Robbenfang zur Fischerei führte in Grönland auch zur Umstellung von Subsistenzwirtschaft auf Geldwirtschaft, wodurch die Bevölkerung auch von internationalen Preisen und dem Import von Waren abhängig wurde. Die Kommission kam zum Schluss, dass diese Entwicklung irreversibel ist.
Dänemark verpflichtete sich selbst gesetzlich dazu, mit seiner Wirtschaftspolitik in Grönland das Wohl der Bevölkerung über wirtschaftlichen Erfolg zu stellen. Ein Mittel hierzu war eine Konjunkturpolitik, bei der die schwingenden Weltmarktpreise ausgeglichen wurden, um die einseitige grönländische Wirtschaft in Notzeiten nicht zu stark zu belasten, was zu noch größerer Armut in der Bevölkerung führen könnte. Zu diesem Zweck bewahrte Dänemark das Handelsmonopol für den KGH, um nicht durch private Unternehmen unterboten werden zu können, welche nicht zum Wohlergehen der Bevölkerung verpflichtet waren. Ein weiteres Überbleibsel aus alten Kolonialzeiten war die Abschottung Grönlands, die zur Kulturerhaltung der grönländischen Bevölkerung dienen sollte. Die Kommission konstatierte, dass die Konjunkturpolitik gut funktionierte, listete aber auch eine Reihe an daraus resultierenden Problemen auf. Durch die Wirtschaftspolitik, bei der dennoch ein Überschuss erwirtschaftet werden sollte, waren die Investitionen in Grönland gering, was zu einem äußerst geringen Lebensstandard führte. Nach dem Umstieg auf die Fischerei sah die Kommission die Abschottung Grönlands nicht mehr als sinnvoll an, da dadurch der technische und kulturelle Fortschritt gehemmt wurde. Das Monopol führte zudem zu einem fehlenden Wirtschaftsverständnis bei der Bevölkerung. Das allgemein geringe Lohn- und Kostenniveau in Grönland führte in Kontrast zum beträchtlich höheren Niveau in Dänemark zu einem enormen Lohnunterschied zwischen der grönländischen Bevölkerung und dänischen Handels- und Kirchenangestellten in Grönland. Zudem wurde festgestellt, dass, weil der Staat die nach dem Umstieg auf Fischerei unwirtschaftlich gewordenen Siedlungsverhältnisse in jedem Fall zum Wohl der Bevölkerung finanzieren musste, diese nicht aus wirtschaftlichen Gründen zum Umzug angeregt wurde, was enorme Zusatzkosten verursachte.
Nach einigen hypothetischen Überlegungen empfahl die Kommission folgende Maßnahmen zur Verbesserung der wirtschaftlichen Lage. Durch die Erhöhung des Lebensstandards durch Verbesserungen im Gesundheits- und Wohnwesen sollte die Sterblichkeit gesenkt werden, womit die Produktivität der Bevölkerung steigen sollte, da die Zahl an zu Versorgenden pro Versorger gesenkt wurde. Die Produktivität sollte auch durch verbesserte Bildung, bessere Infrastruktur, konkrete Verbesserungen in den einzelnen Wirtschaftszweigen (siehe die folgenden Abschnitte), eine verbesserte Lohn- und Personalpolitik und vor allem die Konzentration der Bevölkerung (siehe oben) erhöht werden. Das Verständnis der grönländischen Bevölkerung für die wirtschaftlichen Rahmenbedingungen sollte gestärkt werden, um sich danach ausrichten zu können. Die bisherige Konjunkturpolitik sollte fortgesetzt werden, um keine Armutswellen in Zeiten schlechter Weltwirtschaft zu erzeugen. Die Einführung eines Steuersystems sollte Konjunkturänderungen zusätzlich ausgleichen, alternativ könnten Ausführzölle für Ausgleich sorgen. Innerhalb eines geeigneten Rahmens sollte der Handel in Grönland geöffnet werden, sodass auch private Unternehmen in Grönland an der Wirtschaft teilhaben konnten. Dabei sollte ein Preisrahmen festgesetzt werden, um die Unterbietung des Staats oder die Ausnutzung der Bevölkerung durch private Monopole zu verhindern. In manchen Bereichen sollte das Monopol bestehen bleiben, um eine Unterversorgung mit lebenswichtigen Waren zu verhindern. Andererseits sollte der Staat Unternehmen, die in Grönland tätig werden wollten, wegen des großen wirtschaftlichen Risikos finanzielle Unterstützung anbieten. Als Alternative zu den staatlichen Maßnahmen gegen eine mögliche Ausbeutung durch private Monopole führte die Kommission die Errichtung einer dänisch-grönländischen halbprivat und halbstaatlichen Handelskompanie, die den KGH ablösen sollte. Dabei wurde jedoch angemerkt, dass diese de facto wohl kaum Änderungen zum bisherigen Zustand haben würde. Schließlich kam die Kommission zum Schluss, dass eine Organisation errichtet werden sollte, die alle Exportwaren Grönlands von privaten Unternehmen sammelt und so deutlich effizienter verkaufen könnte und zudem die bisherigen Staatsaufgaben bezüglich der Konjunkturpolitik übernehmen könnte. Bedingung dafür war der ausreichende Aufbau einer Privatwirtschaft. Bezüglich der Preispolitik war es bisher so, dass die Preise für grönländische Produkte niedrig waren, um sie für einen höheren Preis weiterverkaufen zu können, womit die unwirtschaftlichen Ausgaben für die Versorgung der Bevölkerung ausgeglichen werden sollten. Dies führte zu einem übermäßig niedrigen Preisniveau, das sämtlichen Zielen und Empfehlungen der Kommission widersprach. Von daher sollten sowohl die Löhne und Aufkaufpreise für die grönländische Bevölkerung, als auch die Kaufpreise und sonstigen Kosten schnellstmöglich und nicht stückweise angehoben werden. Die Kommission war sich bewusst, dass diese Maßnahmen anfangs zu einem starken Kostenanstieg für den dänischen Staat führen würden, versprach sich davon aber später auch die Autarkie der grönländischen Wirtschaft, sodass auf lange Sicht Geld gespart würde. Der Prozess dahin wurde als langwierig beschrieben.

##### Versorgung
Die Kommission empfahl, dass die Versorgung der Bevölkerung von Waren auch weiterhin durch den Staat gewährleistet werden sollte und wiederholte dazu noch einmal die oben genannten Empfehlungen zur Erhöhung des Preisniveaus. Während bisher aus historischen Gründen jede Kolonie einzeln von Dänemark aus versorgt wurde, sollten von nun an alle Orte über drei Häfen in Nuuk, Qaqortoq und Aasiaat versorgt werden. Zudem wurde empfohlen, dass der Handel selbstständig würde und somit nicht weiter Teil von Grønlands Styrelse. Vom Handel betriebene Läden sollten unter Umständen von privaten Personen und Unternehmen übernommen werden können. Dänen und Grönländer sollten dieselben Möglichkeiten beim Zugang zu Waren erhalten.

##### Fischerei
Zur Stärkung der grönländischen Wirtschaft empfahl die Kommission, dass die Fischerei als bedeutendster Wirtschaftszweig produktiver gemacht werden sollte. Dafür sollten grönländische Fischer größere Kutter kaufen und in Fischerei in großem Stil unterrichtet werden. Für die Verarbeitung sollten Filettierungsfabriken errichtet werden oder Schiffe eingesetzt werden, auf denen der Fisch verarbeitet werden kann. Die bisher geltenden Sondergenehmigungen für färöische und dänische Fischer sollten wegfallen, um allen Beteiligten die gleichen Bedingungen zu ermöglichen.

##### Schafzucht
Weil die Kommission den Fokus einzig und allein auf Fischerei für wenig sinnvoll hielt, sollte auch die in Südgrönland betriebene Schafzucht bzw. die Landwirtschaft gefördert werden. Zu diesem Zweck empfahl die Kommission für mehr Winterfutter die Schaffung einer Infrastruktur für künstliche Bewässerung, Einzäunung von Wiesen und den Gebrauch von Kunstdünger. Zudem sollten neue Flächen für die Weidewirtschaft kultiviert werden. Die Zucht sollte verbessert werden, um bessere Erträge zu schaffen, und Maßnahmen für bessere Gesundheit der Tiere getroffen werden. Die Schäfereistation in Qaqortoq sollte versetzt werden, Forschung für die Verbesserung der Landwirtschaft, vor allem für möglichen Ackerbau, betreiben und nicht mehr für die wirtschaftlichen Aufgaben stehen. (Aus diesem Vorschlag entstand schließlich die Station in Upernaviarsuk.) Zudem sollte Wolle in Grönland verarbeitet werden können und eine Waldwirtschaft aufgebaut werden.

##### Bergbau
Die Kommission beschäftigte sich mit dem Kohlebergbau in Qullissat und kam zum Schluss, dass dieser dauerhaft unrentabel war und die in Grönland gewonnene Kohle zudem im internationalen Vergleich minderwertig und zu teuer. Daher empfahl sie die Schließung der Mine, sobald ein für zwei Jahre reichender Vorrat für die eigene Versorgung aufgebaut worden war, sowie die Aufgabe der Stadt, sobald die Bevölkerung umgelernt worden war, um soziale Probleme bei der Bevölkerung zu verringern. Eine Bewertung des Marmorbergbaus in Maamorilik kam zum Schluss, dass dieser nach seinem Ende 1940 aus Rentabilitätsgründen nicht wieder aufgenommen werden sollte, private Unternehmen sich dessen doch gerne annehmen dürften.

##### Verkehr
Die Kommission bewertete die bisherige Situation im Verkehrswesen als zufriedenstellend. Der Staat verfügte über genügend Schiffe, um den Gütertransport abwickeln zu können und weil private Schiffe und Flugzeuge keine verlässliche Alternative waren, sollte an den bisherigen Zuständen auch nichts geändert werden. Allerdings sollte der Flugverkehr perspektivisch ausgebaut werden. An der Ostküste, wo die Eisverhältnisse ein alternatives System erforderten, sollte ein neues Schiff gebaut werden, weil die beiden alten nicht mehr zu gebrauchen waren. Die Kommission merkte zudem an, dass der innergrönländische Personenverkehr unzureichend war und zeitnah nicht gestärkt werden würde, weswegen Motorboote für Angestellte angeschafft werden sollten, die für ihren Beruf reisen mussten, wie zum Beispiel Ärzte, Handelsangestellte oder Polizisten. Übrige Angestellte, die in geringerem Grad zu Reisen gezwungen waren, sollten sich eigens angeschaffte Motorboote leihen können.

##### Finanzen
Bezüglich der Finanzen empfahl die Kommission die Einrichtung einer Landeskasse sowie von Gemeindekassen für die neuen Gemeinden. Es sollte möglich sein, dort Geld zu leihen. Darüber hinaus sollten sie Geld für gesetzlich beschlossene Ausgaben, Verwaltungskosten, Kosten für Neubauten und Instandhaltung sowie mögliche Großprojekte liefern. Bisher wurden die grönländischen Kassen hauptsächlich durch eine vom Staat gezahlte Steuer in Höhe von 20 % auf grönländische Waren finanziert. Die Kommission kam zum Schluss, dass wegen der bisherigen finanziellen Lage der Bevölkerung eine allgemeine Einkommenssteuer nicht funktionieren würde, empfahl aber, dass die Gemeinden spezielle Einkommenssteuern erheben dürfen sollten. Zudem sollten die öffentlichen Kassen durch die Einführung von Zöllen finanziert werden.

##### Löhne und Personalpolitik
Die Kommission fand, dass die zukünftige Lohnpolitik auf zu vielen Unsicherheiten basierte, um eine eindeutige Empfehlungen machen zu können. Allerdings sollte ein Rat eingerichtet werden, der zukünftige Löhne festsetzten sollte. Bezüglich der Personalpolitik wurde vorgeschlagen, dass mehr Fokus auf die Qualität von Arbeitskräften gesetzt werden sollte und deswegen sowohl nach qualifizierten Arbeitskräften gesucht und weniger qualifizierte vor dem Dienstantritt besser ausgebildet werden sollten.

##### Nord- und Ostgrönland
Die Kommission kam zum Schluss, dass die Zustände in Nord- und Ostgrönland einer gesonderten Handhabung bedürfen. Diese kam in vielen Punkten mit der Fortführung der bisherigen Kolonialpolitik gleich. Für Ostgrönland hieß es, dass die Bevölkerung größtenteils von der Robbenjagd lebte, diese aber wie in Westgrönland zuletzt deutlich weniger produktiv geworden war. In Nordgrönland lebte die Bevölkerung vor allem von der Fuchsjagd, wobei die Verhältnisse sich dort kaum verschlechtert hatten und ein bedeutender Teil der Bevölkerung lebte sogar weiterhin nomadisch.
In Ostgrönland sollte untersucht werden, wie die wirtschaftliche Lage verbessert werden könnte. Der Monopolhandel sollte beibehalten werden. Dänische Kolonialangestellte sollten weiterhin im Kolonialrat sitzen und Ostgrönland vorerst nicht im Landesrat vertreten sein. Das bisherige Rechtswesen mit unterschiedlichen Behandlungen von Dänen und Grönländern sollte beibehalten werden. Das Wohnwesen sollte wie in Westgrönland verbessert werden, wobei angemerkt wurde, dass die Bevölkerung dafür wohl kaum finanziell aufkommen könnte. Das Alkoholverbot für Grönländer sollte bestehen bleiben, aus Gründen der Gleichberechtigung aber auch auf Dänen ausgeweitet werden. Für die Stärkung des Gesundheitswesens sollten zwei neue Krankenhäuser in Tasiilaq und Ittoqqortoormiit gebaut werden und die für Westgrönländ gelten Vorschläge bezüglich Tuberkulosebekämpfung etc. sollten auch für Ostgrönland gelten. Das Schulniveau sollte ebenfalls verbessert werden, einzelne neue Schulgebäude errichtet, und ein Internat in Tasiilaq mit einem dänischen Lehrer eingerichtet werden.
Die Empfehlungen für Nordgrönland entsprachen im Großen und Ganzen denen für Ostgrönland. Der Monopolhandel sollte auch hier bestehen bleiben und Dänen sollten weiterhin im Jägerrat sitzen, wobei auch für Nordgrönland kein Sitz im Landesrat eingerichtet werden sollte. Auch hier sollte das bisherige Rechtswesen beibehalten werden. Ebenfalls sollten neue Wohnhäuser errichtet werden und zudem Überwinterungshäuser für die nomadische Bevölkerung. Das Krankenhaus in Uummannaq (Dundas) sollte restauriert werden. Das bisherige Kontaktverbot für Inughuit und Leute von außerhalb sollte aufgehoben werden. Auch in Nordgrönland sollte ein Internat mit einem dänischen Lehrer eingerichtet werden. Zudem sollte das Gebiet eine eigene Kirchengemeinde werden.

### Konkrete politische Maßnahmen
Nach der Behandlung des Gutachtens legte Hans Hedtoft dem Folketing am 27. April 1950 acht Gesetzesvorschläge vor, die am 27. Mai 1950 allesamt angenommen wurden.

#### Gesetz 271: Grønlands Landsråd und Gemeinderäte
Mit dem Gesetz wurde Grönland offiziell in drei Landesteile geteilt: Kitaa (Westgrönland), Tunu (Ostgrönland) und Avanersuaq (Nordgrönland).
Das Gesetz sorgte für eine Reform von Grønlands Landsråd. Erstmals wurde das allgemeine Wahlrecht für die grönländische Bevölkerung eingeführt, wobei dies jeden dänischen Staatsbürger betraf, der mindestens seit sechs Monaten in Grönland lebte. Von nun an gab es nur noch einen Landesrat, womit Nordgrönland und Südgrönland offiziell vereinigt wurden. Der Landsfoged wurde durch den Landshøvding abgelöst, der weiterhin Vorsitzender des Landesrats war. Der Landesrat sollte über bestimmte Angelegenheiten entscheiden können und in Dänemark beschlossene Angelegenheiten, die Grönland betrafen, mussten vor der Entscheidung dem Landesrat vorgelegt werden.
Für die neuen Gemeinden gab es Gemeinderäte, die ebenfalls von der Bevölkerung bei Kommunalwahlen gewählt wurden. Intern wurde dann ein Gemeinderatsvorsitzender gewählt, der de facto Bürgermeister war. Auch wenn die Kommunalaufteilung nicht direkt aus dem Gesetz hervorging, entsprachen die neuen Gemeinden in etwa den bisherigen Syslern.
Für Nord- und Ostgrönland galten die Beschlüsse nicht. Beide Landesteile blieben de facto kolonisiert.
Der Landesrat durfte zwei Beisitzer für den Grönlandausschuss des Rigsdags ernennen, womit auch grönländische Stimmen dort vertreten waren.

#### Gesetz 272: Die öffentlichen grönländischen Kassen
Mit dem Gesetz wurden gemäß der Vorschläge der Kommission eine Landeskasse und mehrere Gemeindekassen eingeführt. Die Landeskasse sollte mit Zöllen finanziert werden, die Gemeindekassen hingegen vor allem aus der Landeskasse. Die Aufsicht über die Kassen sollte jeweils zwei Revisoren obliegen. Auch hier wurde das Gesetz nur für Westgrönland geltend gemacht.

#### Gesetz 273: Kirche in Grönland
Grönland sollte weiterhin dem Bistum Kopenhagen unterstellt sein und landesintern von einem Propst geleitet werden. Das Amt des Vizepropsts, das bisher von Mathias Storch wahrgenommen werden, sollte nach dessen Ausscheiden nicht neu besetzt werden. Die einzelnen Pastorate sollten von einem – in manchen Fällen auch zwei – Pastoren geleitet werden. Um Pastor werden zu können, musste ein theologisches Examen abgelegt werden oder bereits in Dänemark gedient worden sein, alternativ eine Lehrerausbildung mit Christentumskunde wahrgenommen worden sein. Für Dänen war zudem der Besuch des Grönländischen Seminariums in Kopenhagen verpflichtend. Unter den Pastoren standen weiterhin die Katecheten. In jedem Ort sollte ein Kirchengemeinderat eingeführt werden. Auch diese Regelungen galten nicht unmittelbar für Nord- und Ostgrönland.

#### Gesetz 274: Schulwesen in Grönland
Mit dem Gesetz wurde das Schulwesen einer Schuldirektion unterstellt, die aus dem Landshøvding, dem Propst und einem vom König ernannten Schuldirektor bestand. Grönland wurde in Schuldistrikte eingeteilt und jedem Schuldistrikt stand ein Schulinspektor vor, der die Schulen und Abendschulen im Distrikt leitete. Jede Gemeinde erhielt zudem einen Elternvertreter und einen Schulausschuss aus dem Schulinspektor, dem Pastor, dem Gemeinderatsvorsitzenden und einem vom Gemeinderat ausgewählten Mitglied.
Es galt eine Schulpflicht von 7 bis 14 Jahren, alternativ war auch Heimunterricht erlaubt. Lehrer mussten entweder in Dänemark an einem Lehrerseminar oder an Grønlands Seminarium ausgebildet sein. Zu den Pflichtfächern in der Schule wurden Religion, Lesen und Schreiben von Grönländisch und Dänisch, Rechnen, Gesundheitslehre, Geschichte, Geografie und Naturgeschichte gezählt. Wenn es die Bedingungen erlaubten, konnte auch in Zeichnen, Gymnastik, Gesang, Handarbeiten, Haushaltsführung und Werken unterrichtet werden. Wo möglich wurden eine grönländischsprachige (mit Ausnahme des Dänischunterrichts) und eine dänische (mit Ausnahme des Religions- und Grönländischunterrichts) Klasse eingeführt, wobei der Schulinspektor den Wünschen der Eltern gemäß entscheiden konnte, wer in die dänischsprachige Klasse kommen konnte. Dänische Lehrer sollten vor dem Amtsantritt in der Regel eine Grönländischprüfung bestanden haben.
Es wurde eine Realschule eingeführt, damit Grönländer dasselbe Bildungsniveau wie Dänen erhalten konnten. Zudem wurde der Unterricht am Seminarium so getrennt, dass es eine spezielle Lehrerausbildung abseits der theologischen Katechetenausbildung gab. An der Efterskole wurden Jungen und Mädchen fortan gemeinsam unterrichtet, auf lange Sicht wurde aber die Abschaffung der Efterskole geplant. Dafür wurde eine Hausfrauenschule eingerichtet. Sämtliche weiterführende Schulen sollten Internate werden, ebenso sollte diese Möglichkeit für die Schüler der dänischsprachigen Klassen bestehen, die für den Schulbesuch aus einem Ort ohne dänischsprachige Schule zugezogen waren. Besonders talentierte Absolventen einer weiterführenden Schule sollten das Recht bekommen in Dänemark zu studieren, wobei sämtliche Kosten für Reise und Unterhalt vom Staat übernommen wurden.
Auch hier galten die Regelungen nicht für Nord- und Ostgrönland.

#### Gesetz 275: Gesundheitswesen in Grönland
Das Gesetz ordnete die Einführung eines Landesarztes an, der das Gesundheitswesen ganz Grönlands überwachte. Unter ihm standen die Distriktsärzte, die die einzelnen Arztdistrikte leiteten. Die Errichtung eines Tuberkulosekrankenhauses wurde gesetzlich beschlossen. In jedem Arztdistrikt wurde eine Gesundheitskommission eingeführt sowie eine Obergesundheitskommission für ganz Grönland.

#### Gesetz 276: Den Kongelige Grønlandske Handel
Mit dem Gesetz wurde die Rolle des KGH gesetzlich gefestigt. Er sollte die Versorgung des Landes mit Nahrungsmitteln und Gerätschaften sichern und – eventuell gemeinsam mit privaten Unternehmen – grönländische Produkte aufkaufen, verarbeiten und exportieren. Der KGH erhielt einen Verwaltungsrat bestehend aus zehn Personen, die hauptsächlich aus der dänischen Wirtschaft stammten sollten, ein Mitglied sollte zudem vom Landesrat als Vertreter der grönländischen Bevölkerung ausgewählt werden.

#### Gesetz 277: Ausübung von Erwerb in Grönland
Das Gesetz legte die grönländischen Gewässer auf das Gebiet innerhalb von drei Seemeilen vor der Küste fest und verbot allen Nichtgrönländern sowie allen Dänen und Färingern ohne Genehmigung die Fischerei dort unter Strafandrohung. Die grönländische Bevölkerung wurde verpflichtet, Exportwaren entweder an dänische, grönländische oder färöische private Exportunternehmen mit Genehmigung oder eine zentrale Exportgesellschaft bzw. bis zu dessen Errichtung an den KGH zu verkaufen. Einige Waren durften nur durch den KGH importiert werden.

#### Gesetz 278: Ein grönländischer Erwerbsleihfonds
Das Gesetz regelte die Einführung eines vom dänischen Staat finanzierten Fonds, aus dem Mittel zur Gründung von Unternehmen in Grönland geliehen werden konnten. Diese wurden mit 4 % verzinst und sollten innerhalb von 15 Jahren zurückbezahlt werden. Dies sollte der Bildung eines grönländischen Unternehmertums nach Ende des Monopolhandels dienen.

## Nachjustierungen: G60-Politik
Im Sommer 1959 wurde in Grønlands Landsråd debattiert, dass das Land eine langfristige politische Strategie auf Basis der bisherigen Ergebnisse aber auch Probleme aus der G50-Politik braucht. Grönlandminister Kai Lindberg führte daraufhin im Herbst 1959 Verhandlungen mit dem Grönlandausschuss des Folketings sowie dem Geschäftsausschuss des Landesrats. Daraufhin bildete er am 18. Februar 1960 den Grønlandsudvalg von 1960. Folgende Themen wurden als besonders wichtig erachtet:
- Befugnisse des Landesrats in Bezug auf die Verwaltung der von Dänemark zur Verfügung gestellten finanziellen Mittel
- Politischer Status von Nord- und Ostgrönland
- Evaluierung der seit 1950 geschehenen Veränderungen
- Bewertung der wirtschaftlichen Möglichkeiten in Bezug auf die wachsende Bevölkerung
- Mögliche Privatisierung der Staatsunternehmen
- Bewertung der Preispolitik
- Mögliche Einführung von Steuern
- Lohnpolitik
- Umstrukturierung der Aufgaben des Grönlandministeriums
- Überführung von Aufgaben nach Grönland
- Reorganisation des KGH
- Verkehrsprobleme

### Grønlandsudvalg

#### Hauptausschuss
Folgende Personen gehörten dem Hauptausschuss an:
- Victor Gram, Folketingsabgeordneter, Ausschussvorsitzender
- Simon From, Folketingsabgeordneter
- Erik Ninn-Hansen, Folketingsabgeordneter
- Oluf Steen, ehemaliger Folketingsabgeordneter
- Kristian Kristensen, Folketingsabgeordneter
- Elias Lauf, grönländischer Folketingsabgeordneter
- Nikolaj Rosing, grönländischer Folketingsabgeordneter
- Poul Hugo Lundsteen, Landshøvding
- Peter K. S. Heilmann, Landesratsmitglied
- Erling Høegh, Landesratsmitglied
- Jørgen C. F. Olsen, Landesratsmitglied
- Ebbe Groes, Direktor, Verwaltungsrat des KGH
- Sigurd Warrer, Konsul, Grosserersocietetets komité / Provinshandelskammeret
- Erling Jensen, Geschäftsführer, Det kooperative Fællesforbund / De samv. danske Andelsselskaber
- Alibak Josefsen, Vorsitzender, KNAPP
- Lars Svendsen, Vorsitzender, GAS
- Eske Brun, Departementschef, Grönlandministerium
- Karl Otto Bredahl, Bürochef, Finanzministerium
- Hans C. Christiansen, Direktor, KGH

Bei der Landesratssitzung 1960 wurde Hans Lynge anstelle von Jørgen C. F. Olsen in den Ausschuss gewählt. Am 1. September 1960 wurde Poul Hugo Lundsteen als Landshøvding von Finn Nielsen abgelöst. Nach der Folketingswahl 1960 am 15. November wurde Mikael Gam anstelle von Elias Lauf gewählt, aber weil er neuer Grönlandminister wurde, wurde er von Rink Kleist im Ausschuss vertreten. Holger Vivike ersetzte zudem Kristian Kristensen. Am 15. November 1962 wurde Victor Gram zum Verteidigungsminister ernannt und von Knud Axel Nielsen ersetzt, wobei Ebbe Groes neuer Ausschussvorsitzender wurde mit Finn Nielsen als Vizevorsitzendem. Zugleich wurde Anthon Wilhelm Nielsen Ausschussmitglied. Finn Nielsen schied am 1. April 1963 als Landshøvding aus und sein Nachfolger wurde Niels Otto Christensen. Im Dezember 1963 verstarb Oluf Steen und sein Nachfolger wurde Jacob Kirkegaard. Zudem wurde Ôdâĸ Olsen neuer Vorsitzender von GAS und löste somit Lars Svendsen ab, während dieser 1962 und 1963 teilweise von Kaj Johnsen vertreten worden war.
Dazu kam ein Sekretariat, dem folgende Personen angehörten:
- Niels Otto Christensen, Bürochef, Sekretariatsvorsitzender (bis Herbst 1962)
- Pie Barfod, Grönlandministerium, Sekretariatsvorsitzende (Herbst 1962 bis Mai 1963)
- Erik Hesselbjerg, Polizeimeister, Sekretariatsvorsitzender (ab Mai 1963)
- Mogens Boserup, Politikwissenschafter, Berater (bis Juni 1963)
- Viggo Svendsen, Grönlandministerium
- Erik Bahl, Grönlandministerium (1960)
- P. Bryld, Grönlandministerium (1960)
- Einar Munch Ellingsen, Betriebsleiter, Berater (1964)
- Kaj Jensen, ehemaliger Inspektor
- Christian Jensen, Grönlandministerium (1964)
- Orla Brandt Jensen, Det statistiske Departement (bis 1961)
- Anker Knudsen, KGH (ab 1963)
- J. Kronborg, Grönlandministerium (ab 1963)
- Hans J. Lassen, Grönlandministerium (ab 1961)
- J. A. Nolsøe, Grönlandministerium

#### Unterausschüsse
Es wurden sieben Unterausschüsse gebildet.

##### Unterausschuss I bezüglich Kommunalverwaltung
- Eske Brun, Departementschef, Grönlandministerium, Vorsitzender
- Erling Høegh, Landesratsmitglied
- Poul Hugo Lundsteen, Landshøvding
- Hans Lynge, Landesratsmitglied
- Nikolaj Rosing, grönländischer Folketingsabgeordneter
- Peter K. S. Heilmann, Landesratsmitglied
- Erik Harder, Expeditionssekretär, Innenministerium
- Alibak Josefsen, Vorsitzender, KNAPP

##### Unterausschuss II bezüglich Kreditverhältnissen
- Eske Brun, Departementschef, Grönlandministerium, Vorsitzender
- Karl Otto Bredahl, Bürochef, Finanzministerium
- Hans C. Christiansen, Direktor, KGH
- Rink Kleist, Visitatspropst, Vertreter für grönländisches Folketingsmitglied
- Poul Hugo Lundsteen, Landshøvding
- Erling Høegh, Landesratsmitglied
- Peter K. S. Heilmann, Landesratsmitglied
- Alibak Josefsen, Vorsitzender, KNAPP
- Anker Hansen, Bürochef

##### Unterausschuss III bezüglich Verkehrsverhältnissen
- Simon From, Folketingsabgeordneter, Vorsitzender
- Karl Otto Bredahl, Bürochef, Finanzministerium
- Hans C. Christiansen, Direktor, KGH
- Peter K. S. Heilmann, Landesratsmitglied
- Erling Høegh, Landesratsmitglied
- Sigurd Warrer, Konsul, Grosserersocietetets komité / Provinshandelskammeret

##### Unterausschuss IV bezüglich Nord- und Ostgrönland
- Oluf Steen, ehemaliger Folketingsabgeordneter, Vorsitzender
- Eske Brun, Departementschef, Grönlandministerium
- Hans C. Christiansen, Direktor, KGH
- Alibak Josefsen, Vorsitzender, KNAPP
- Hans Lynge, Landesratsmitglied
- Erik Ninn-Hansen, Folketingsabgeordneter
- Nikolaj Rosing, grönländischer Folketingsabgeordneter

##### Unterausschuss V bezüglich Kindergeld
- Eske Brun, Departementschef, Grönlandministerium, Vorsitzender
- Kaj Budde Lund, Bürochef
- Niels Engberg, Bürochef
- Ernst Brøndberg-Jørgensen, Sekretär
- Pie Barfod, Bevollmächtigte
- Erik Cortsen, Buchhaltungschef
- Nikolaj Rosing, grönländischer Folketingsabgeordneter
- Mogens Boserup, Politikwissenschafter, Berater

##### Unterausschuss VI bezüglich Löhnen und Aufkaufpreisen
- Finn Nielsen, Departementschef, Grönlandministerium, Vorsitzender
- Karl Otto Bredahl, Bürochef, Finanzministerium
- Eske Brun, Departementschef, Grönlandministerium
- Hans C. Christiansen, Direktor, KGH
- Nikolaj Rosing, grönländischer Folketingsabgeordneter
- Ebbe Groes, Direktor, Verwaltungsrat des KGH
- Erling Høegh, Landesratsmitglied

##### Unterausschuss VII bezüglich Fischereifragen
- Ebbe Groes, Direktor, Verwaltungsrat des KGH, Vorsitzender
- Hans C. Christiansen, Direktor, KGH
- Mikael Heilmann, Vorsitzender, KNAPP
- Peter K. S. Heilmann, Landesratsmitglied
- Alibak Josefsen, Vorsitzender, KNAPP
- Anthon Wilhelm Nielsen, ehemaliger Direktor, KGH

### Ausschussarbeit und Gutachten
Der Grønlandsudvalg arbeitete über vier Jahre und damit doppelt so lange wie die Grønlandskommission Ende der 1940er Jahre. Am 26. Juni 1964 veröffentlichte sie schließlich ihr Gutachten. Dieses war deutlich kürzer als das der Grønlandskommission. Es hatte nur einen Band, der 260 Seiten umfasste. Das Gutachten war in folgende Kapitel aufgeteilt:
- Kapitel I: Hauptzüge der Entwicklung nach 1950
- Kapitel II: Zielsetzungen für die Grönlandpolitik
- Kapitel III: Entwicklungsplan für 1966–1975
- Kapitel IV: Politische und administrative Verhältnisse
- Kapitel V: Wirtschaftspolitik
- Kapitel VI: Die wirtschaftsrechtlichen Regeln und die Frage zur Übertragung der staatlichen Wirtschaftsunternehmen an Private
- Kapitel VII: Geld- und Kreditwesen
- Kapitel VIII: Einkommenspolitik
- Kapitel IX: Preis- und Steuerpolitik
- Kapitel X: Verkehrsverhältnisse
- Kapitel XI: Bodenpolitik
- Kapitel XII: Zusammenfassung der Vorschläge des Ausschusses

#### Zusammenfassung der Entwicklung der G50-Politik
Während vor 1950 selten mehr als 1 Mio. kr. jährlich in Grönland investiert worden waren, stieg diese Zahl auf rund 25 Mio. kr. Anfang der 1950er Jahre und 135 Mio. kr. im Jahr 1964 an. 28,6 % des Geldes wurden für die Errichtung von Häfen, Kraftwerken, Straßen etc. ausgegeben, 11,9 % für Krankenhäuser und Schulen, 21,5 % für Fabriken, Salzereien, Läden und Transport und 25,9 % für private und öffentliche Wohnungen. Auch die laufenden Kosten vervielfachten sich zwischen dem Beginn der 1950er Jahre und 1964 von rund 30 auf 140 Mio. kr. pro Jahr, wovon die Hälfte für die Verwaltung und das Schul-, Kirchen-, Gesundheits- und Justizwesen genutzt wurden.
Das Gutachten erwähnte ausführlich die verbesserte Infrastruktur, was Fisch- und Garnelenfabriken betrifft. Zwischen 1950 und 1964 wurden knapp 3000 Wohnungen in Grönland errichtet und der Ausschuss kam zum Schluss, dass dies etwa die Hälfte aller vorhandenen Wohnungen ausmacht, sagte aber auch, dass etwa 40 % der Wohnungen bzw. rund 80 % der alten Wohnungen weiterhin sanierungsbedürftig waren.
Seit 1950 hatte es einen enormen wirtschaftlichen Aufschwung gegeben. Innerhalb von gut zehn Jahren verdoppelten sich die Erträge von Dorschfischerei und Robbenjagd, wobei letzteres überraschend war. Die anfangs nur in kleinem Ausmaß betriebene Fischerei nach Garnelen, Seewolf und Heilbutt konnten sich sogar verdreifachen bis hin zu versechzehnfachen. Zudem wurde mit der Lachsfischerei begonnen, die wegen des hohen Preises im Vergleich zu Dorsch trotz der vergleichsweise geringen Fangmengen für hohe Gewinne sorgte. Auch die in geringem Maße betriebene Schafzucht verdoppelte ihre Erträge. Die Exportbruttoeinkommen konnten sich insgesamt von 4,1 Mio. kr. zu Beginn der 1950er Jahre auf 16,9 Mio. kr. im Jahr 1962 steigern. Bei den Einkommen der Bevölkerung versiebenfachten sich die Beträge zwischen 1947 und 1962 bei den in Fischerei, Jagd und Landwirtschaft beschäftigten, aber dennoch sank der Anteil an allen Wirtschaftszweigen von 63 % auf 49 %, während der Anteil der Einkommen von im Bauwesen, in der Verwaltung und im Schul- und Gesundheitswesen Beschäftigten stieg. Allerdings wurden 1962 auch 45 % der Einkommen von in Grönland beschäftigten Dänen erwirtschaftet, obwohl diese nur einen geringen Teil der Bevölkerung ausmachten.
Die Zahlen müssen aber auch in Bezug auf die extrem angestiegene Bevölkerungszahl gesehen werden, die mit dem Rückgang der Sterblichkeit durch verbesserte Tuberkulosebehandlung und gesenkte Säuglingssterblichkeit einher ging. Dadurch war das Bevölkerungswachstum in Grönland in den 1960er Jahren etwa fünfmal so hoch wie in Dänemark. Dies führte aber auch dazu, dass plötzlich rund 45 % der grönländischen Bevölkerung Kinder unter 15 Jahren waren. Durch die Siedlungspolitik stieg die Einwohnerzahl in den Städten mit 70 %, in den kleineren Orten jedoch nur mit 8 %.
Der Ausschuss errechnete, dass das Pro-Kopf-Einkommens- und -Konsumniveau inflationsbereinigt zwischen 1947 und 1962 verdreifacht wurde, was aber immer noch einen deutlichen Unterschied zu dänischem Niveau bedeutete.

#### Plan der G60-Politik
Der Ausschuss legte einen Plan für die Politik bis zum Jahr 1975 vor. Dabei sollte in vielen Bereichen die bisherige Politik weitergeführt werden. Fünf zentrale Punkte wurden genannt: Mehr Arbeitsplätze für die wachsende Bevölkerung, Zentralisierung der Bevölkerung in den geeignetsten Städten, mehr Effektivität in der Wirtschaft, bessere Bildung und mehr Wohnraum. Der Ausschuss empfahl, dass Investitionen sich auf die Städte konzentrieren sollten und gerade außerhalb der von der Jagd lebenden Regionen die kleinen Orte kaum gefördert werden sollten, da mit ihrer zeitnahen Aufgabe gerechnet wurde. Zudem wurde besonderer Fokus auf die Städte Nuuk, Maniitsoq und Paamiut gelegt, da man diese für besonders geeignet für die Fischerei hielt. Im Jahr 1975 sollten dort 40 % der grönländischen Bevölkerung leben.
Der Ausschuss empfahl weitere Investitionen in die Fischerei, die weiterhin als zukunftsträchtiger Wirtschaftszweig betrachtet wurde. Es sollten weitere Unterrichtsräume in den Schulen für die wachsende Zahl an Kindern errichtet werden, weitere Schulwohnheime in den Städten für Kinder aus Dörfern gebaut werden und mehr Schüler an weiterführenden Schulen aufgenommen werden. Für die erwachsene Bevölkerung sollten weitere Fortbildungsmöglichkeiten errichtet werden, um das Bildungsniveau auch unter diesem Bevölkerungsteil zu verbessern. Auch in Bibliotheken, Krankenhäuser und Kirchen sollte weiter investiert werden. Der Ausschuss legte zudem Wert auf mehr soziale Einrichtungen, vor allem Kindergärten, aber auch Versammlungshäuser, Altenheime, Jugendeinrichtungen etc. Auch die Feuerwehr sollte weiter ausgebaut werden. Der Wohnungsbau sollte noch einmal stark beschleunigt werden und bis 1975 somit rund 4500 neue Wohnungen gebaut (bzw. zu einem kleineren Teil saniert) werden. Etwa ein Drittel der Kosten sollten von den Bewohnern übernommen werden, während zwei Drittel subventioniert werden sollten. Für öffentlich angestellte Personen sollten zudem weitere Dienstwohnungen errichtet werden sowie die Unterkünfte für die Bauarbeiter verbessert werden. Die Stromversorgung sollte kapazitätsmäßig verbessert werden und in allen größeren Städten Wasserleitungen verlegt sowie die Abwasserentsorgung ausgebaut werden. Auch in Radiokommunikation, Helikopterverkehr, Schiffe und Hafenanlagen sollte weiter investiert werden. Der Ausschuss errechnete, dass die Investitionskosten insgesamt bei 4,2 Mrd. kr. lägen, was heute inflationsbereinigt etwa dem zehnfachen entspräche. Damit sollten sich die Ausgaben im Vergleich zum bisherigen Stand noch einmal etwa vervierfachen.

#### Politische und administrative Verhältnisse
Der Ausschuss meinte, dass die 1950 eingeführte Kommunalverwaltung mit Mitbestimmungsrechten für die Gemeinden gut funktionierte und weitergeführt werden sollte. Es wurden keine konkreten Änderungsvorschläge genannt.
Der Ausschuss beschäftigte sich beiläufig mit der Frage, ob der Landesrat einen Vorsitzenden in den eigenen Reihen wählen sollte. Bisher hatte der Landshøvding diese Aufgabe ausgeübt. Der Landesrat beschloss die Änderung schließlich für die Legislaturperiode ab 1967.
Bereits während der laufenden Arbeit empfahl der Ausschuss im Oktober 1960, dass der Sonderstatus von Nord- und Ostgrönland schnellstmöglich aufgehoben werden sollte und die Gebiete in die übrige Gemeindestruktur eingegliedert werden sollten. Im November 1960 durfte die Bevölkerung erstmals an der Folketingswahl teilnehmen, im Mai 1961 erhielten die drei Distrikte erstmals eine Vertretung in Landesrat, im Juni 1963 wurden die Gebiete zu Gemeinden und im Juli 1964 wurde das westgrönländische Rechtswesen auch in Nord- und Ostgrönland eingeführt, womit erstmals ganz Grönland rechtlich gleichgestellt war.
Der Ausschuss empfahl die Gründung des Grønlandsrådets, der mit grönländischer Beteiligung den Grönlandausschuss des Folketings ablösen sollte, der fortan ein gewöhnlicher parlamentarischer Ausschuss sein sollte. Das Gremium sollte zur Hälfte aus grönländischen und zur Hälfte aus dänischen Vertretern bestehen und gemeinsam eine ratgebende Funktion ausüben. Kurz vor Ende der Ausschussarbeit wurde der Grønlandsrådet am 29. Mai 1964 eingeführt.
Außerdem wurde empfohlen, dass zahlreiche Verantwortungsbereiche der Aufgabe des Grönlandministeriums entzogen werden und an andere Ministerien überführt werden. Dies betraf folgende Bereiche: Polizeiwesen, evtl. Rechtswesen, Telekommunikationswesen, Kirchenwesen, Radiowesen, Bildungswesen und Gesundheitswesen.
Der KGH und GTO sollten weiterhin Staatsunternehmen bleiben. Die mögliche Privatisierung, die von der Grønlandskommission angeregt worden war, wurde somit verworfen.

#### Wirtschaftspolitik
Das Ziel der Wirtschaftspolitik des Grønlandsudvalgs war die Effektivierung der Fischerei. Zu diesem Zweck sollte die Fischerei auch auf den Winter ausgeweitet werden und somit ganzjährig als Einkommensgrundlage dienen. Statt vieler kleiner Fischerboote sollten fünf große Fischereischiffe angeschafft werden, die vom KGH betrieben und später privatisiert werden sollten. Die Verkaufspreise sollten erhöht werden und Kostenzuschüsse gewährt werden, um die Anschaffung von großen Fahrzeugen für die Fischer rentabel und attraktiv zu machen. Zur Verbesserung der Bildungssituation der Fischer wurde die schnellstmögliche Einrichtung einer Fischereischule empfohlen. Zudem sollte ein Fischereiberater angestellt werden und eine Fischereizeitschrift und eine Fischereibibliothek gegründet werden. In Zusammenarbeit mit Biologen sollten mit modernen Mitteln neue Fischgründe vor der Küste gesucht werden. Zudem sollte die Rolle des Fischerei- und Jagdverbands KNAPP durch die Erhöhung der Fangeinkommensabgaben von 0,2 auf 0,5 % gestärkt werden. Für die Fischverarbeitung wurde empfohlen, die Fischfabriken in Narsaq, Paamiut, Maniitsoq, Nuuk und Sisimiut kapazitätsmäßig zu verdoppeln und weitere Schiffe angeschafft werden. Der Ausschuss rechnete durch die Maßnahmen damit, dass die produzierte Menge an verarbeitetem Fisch von 3.000 Tonnen im Jahr 1963 auf 40.000 Tonnen im Jahr 1975 steigen sollte.
Im Gegensatz zur G50-Politik sollte die Jagd fortan wieder gefördert werden, da sich zeigte, dass sich die Lage in den Außendistrikten (Gemeinden Uummannaq und Upernavik sowie Nord- und Ostgrönland) verbessert hatte.
Bezüglich der Schafzucht wurde die Verdoppelung der Anzahl an Mutterschafen ins Auge gefasst. Die bisherigen Höfe sollten vergrößert und zudem 40 neue errichtet werden.
Der Ausschuss kam zum Schluss, dass die geplante Privatisierung der grönländischen Wirtschaft nicht in dem Maß funktioniert hatte, wie es 1950 angedacht war. Erst in den letzten Jahren hatten sich vermehrt private Unternehmen gebildet. Dabei wurde aber angemerkt, dass dadurch der Großteil der größeren Unternehmen in Grönland von Dänen geleitet wurde, was zu denken gab. Dennoch sollten weiterhin private Unternehmen eine größere Rolle spielen und die Staatsunternehmen zunehmend privatisiert werden, wobei jedoch darauf geachtet werden sollte, dass dies in Einklang mit dem Wohlergehen der Bevölkerung und der allgemeinen Wirtschaftspolitik stand. Grönländer sollten bei der Übertragung von Unternehmen das Vorzugsrecht erhalten, selbst wenn es qualifiziertere dänische Bewerber geben sollte. Auch wenn bisher die geplante Exportorganisation noch nicht gegründet worden war, hielt der Grønlandsudvalg an den Plänen von 1950 fest. Der Konjunkturausgleichsfonds und die dazugehörigen Zollabgaben sollten abgeschafft werden.

#### Geldpolitik
Grönland hatte bisher als Relikt aus Kolonialzeiten eigene Münzen und Banknoten. Der Grønlandsudvalg empfahl deren Abschaffung. Der Ausschuss empfahl zudem die Gründung einer grönländischen Bank, die aber keine Gewinne machen sollte. Das Kreditwesen sollte ausgebaut werden, allerdings unter gewöhnlicheren Bedingungen, die mehr denen in Dänemark ähneln sollten.
Bereits kurz vor Ende der Ausschussarbeit wurde im April 1964 ein neues Lohngesetz eingeführt, wodurch die Höhe des Lohns davon abhängig war, ob der Arbeitnehmer in Dänemark oder Grönland geboren war. Es wurde Kindergeld eingeführt und die Einführung von Wohngeld und weiteren Sozialhilfen empfohlen. Der Ausschuss errechnete, dass durch die Maßnahmen das Einkommen der grönländischen Bevölkerung um bis zu 25 % steigen würde.
Es sollte weiterhin eine Subsidierung von bestimmten Lebensmitteln und Geräten für die Berufsausübung stattfinden, um die Kosten für diese notwendigen Güter für die Bevölkerung zu senken. Die Kosten für die technische Versorgung (Strom, Wasser, Kommunikation) sollten sich an den Produktionskosten orientieren.

#### Verkehrspolitik
Im Verkehrswesen sollten laut dem Grønlandsudvalg keine großen Änderungen vorgenommen werden. Der Schiffsverkehr nach Dänemark sollte weiterhin vom KGH geführt werden und der internationale Flugverkehr von SAS, wobei perspektivisch eine Übernahme durch Grønlandsfly ins Auge gefasst wurde. Auch der interne Schiffsverkehr sollte staatlich bleiben, während Grønlandsfly für den internen Luftverkehr zuständig bleiben sollte. Darüber hinaus kam die Diskussion auf, ob ein öffentlicher Personenverkehr innerhalb von Gemeinden stattfinden sollte. Vor allem um Upernavik gab es für die Bevölkerung kaum Möglichkeiten zwischen den einzelnen Orten zu reisen, aber man kam auch zum Schluss, dass die Errichtung eines öffentlichen Personentransportsystems wirtschaftlich nicht rentabel wäre. Die Entscheidung hierüber wurde dem Landesrat übertragen. Der Ausschuss bewertete die Preise für den Transport und kam zum Schluss, dass mehr Möglichkeiten für kostenlose Reisen nach Dänemark geschaffen werden sollten, während die Preise für den Personentransport innerhalb Grönlands angesichts der hohen Kosten und dem verbesserten Einkommensniveau der Bevölkerung leicht angehoben werden sollte, ohne jedoch wirtschaftlich rentabel zu werden.

#### Bodenpolitik
Zum Schluss beschäftigte sich der Ausschuss mit der Frage, wer den grönländischen Boden besitzt. Bisher wurde es so gesehen, dass Grundstücke immer der gesamten Bevölkerung gehören, aber Personen dafür ein unbeschränktes Gebrauchsrecht innehaben konnten. Der Ausschuss kam zum Schluss, dass diese Regelung fortgeführt werden sollte, um zu verhindern, dass Grundstücke von privater Seite aufgekauft werden und dann zu Lasten der grönländischen Bevölkerung an ihnen verdient werden kann. Allerdings sollte es möglich werden, dass die Gemeinden für das Gebrauchsrecht von besonders wertvollen Gebieten Abgaben verlangen können.

## Folgen für die grönländische Gesellschaft
Sowohl die konkreten Gesetzesmaßnahmen als auch die allgemein aus dem Kommissionsgutachten hervorgehende politische Linie der G50-Politik führten zu einer massiven Umwälzung der grönländischen Gesellschaft, die durch die Anpassungen der G60-Politik größtenteils verstärkt wurden, da der Einsatz von dänischer Seite noch einmal verstärkt wurde.

### Gesundheitswesen und Siedlungspolitik
Viele der Maßnahmen waren ein politischer Erfolg. Durch das verbesserte Gesundheitswesen, vor allem die Tuberkulosebekämpfung, ging die Zahl an Todesfällen durch Tuberkulose rasant zurück. Zusammen mit der gleichbleibenden Geburtenrate führte dies zu einer Bevölkerungsexplosion, die erst nach rund 20 Jahren abebbte. Zwischen 1950 und 1970 verdoppelte sich die Einwohnerzahl von 23.000 auf 46.000 Personen. Grund für die Verlangsamung des Bevölkerungswachstums war die zwischen 1966 und 1975 durchgeführte unfreiwillige Behandlung mit Spiralen an rund der Hälfte der Frauen im gebärfähigen Alter durch die dänischen Behörden.
Einher mit dem Bevölkerungswachstum ging aber auch die Durchsetzung der Maßnahmen aus der Siedlungspolitik. Diese führte zu einer raschen Urbanisierung und zur Aufgabe von Dutzenden Wohnplätzen. Die folgende Tabelle gibt eine Übersicht über alle Orte, die 1950 noch bewohnt waren und dann innerhalb der nächsten 20 Jahre aufgegeben wurden. Fett geschriebene Orte hatten den Udstedsstatus (oder einen höheren Status) inne und waren damit bedeutendere Orte, die bereits eine Infrastruktur hatten.
| Gemeinde                  | 1950 | 1960 | 1970 |
| ------------------------- | --- | --- | --- |
| Gemeinde Qaanaaq 1        | Etah Innaanganeq Kangerluarsuk Kangerlussuaq Neqi Qeqertaq Qeqertat Quinisut Savissivik Siorapaluk Uummannaq | Kangerluarsuk Neqi Qaanaaq 4 Qeqertarsuaq 4 Qeqertat Savissivik Siorapaluk | Moriusaq 2 4 Qaanaaq Qeqertarsuaq 2 Qeqertat Savissivik Siorapaluk |
| Gemeinde Qaanaaq 1        | Etah Innaanganeq Kangerluarsuk Kangerlussuaq Neqi Qeqertaq Qeqertat Quinisut Savissivik Siorapaluk Uummannaq | Kangerluarsuk Neqi Qaanaaq 4 Qeqertarsuaq 4 Qeqertat Savissivik Siorapaluk | Kangerluarsuk (1960er) Neqi (1960er) |
| Gemeinde Qaanaaq 1        | Etah Innaanganeq Kangerluarsuk Kangerlussuaq Neqi Qeqertaq Qeqertat Quinisut Savissivik Siorapaluk Uummannaq | Etah (1952) Innaanganeq (1950er) Kangerlussuaq (1950er) Qeqertaq (1950er) Quinisut (1951) Uummannaq (1953) | |
| Gemeinde Upernavik        | Aappilattoq Ikerasaarsuk 10 Ikermiut Illulik Innaarsuit Itissaalik Kangersuatsiaq Kittorsaq Kullorsuaq Kuuk Naajaat Nutaarmiut Nuussuaq Qaarusulik Saattoq Saffiorfik Tasiusaq Tussaaq Uluaa Upernavik Upernavik Kujalleq | Aappilattoq Illulik Innaarsuit Kangersuatsiaq Kullorsuaq Kuuk Naajaat Nutaarmiut Nuussuaq Tasiusaq Tussaaq Upernavik Upernavik Kujalleq | Aappilattoq Illulik 2 Innaarsuit Kangersuatsiaq Kullorsuaq 6 Kuuk 2 Naajaat Nutaarmiut Nuussuaq Tasiusaq Tussaaq 2 Upernavik Upernavik Kujalleq |
| Gemeinde Upernavik        | Aappilattoq Ikerasaarsuk 10 Ikermiut Illulik Innaarsuit Itissaalik Kangersuatsiaq Kittorsaq Kullorsuaq Kuuk Naajaat Nutaarmiut Nuussuaq Qaarusulik Saattoq Saffiorfik Tasiusaq Tussaaq Uluaa Upernavik Upernavik Kujalleq | Aappilattoq Illulik Innaarsuit Kangersuatsiaq Kullorsuaq Kuuk Naajaat Nutaarmiut Nuussuaq Tasiusaq Tussaaq Upernavik Upernavik Kujalleq | |
| Gemeinde Upernavik        | Aappilattoq Ikerasaarsuk 10 Ikermiut Illulik Innaarsuit Itissaalik Kangersuatsiaq Kittorsaq Kullorsuaq Kuuk Naajaat Nutaarmiut Nuussuaq Qaarusulik Saattoq Saffiorfik Tasiusaq Tussaaq Uluaa Upernavik Upernavik Kujalleq | Ikermiut (1954) Itissaalik (1957) Kittorsaq (1955) Qaarusulik (1952) Saattoq (1957) Saffiorfik (1951) Uluaa (1950) | |
| Gemeinde Uummannaq        | Akuliaruseq Appat Ikerasak Illorsuit Niaqornat Nuugaatsiaq Qaarsuarsuk Qaarsut Saattut Sermiarsuit Ukkusissat Uummannaq Uummannatsiaq | Ikerasak Illorsuit Niaqornat Nuugaatsiaq Qaarsut Saattut Sermiarsuit Ukkusissat Uummannaq Uummannatsiaq | Ikerasak Illorsuit 2 Niaqornat Nuugaatsiaq 2 Qaarsut Saattut Ukkusissat Uummannaq |
| Gemeinde Uummannaq        | Akuliaruseq Appat Ikerasak Illorsuit Niaqornat Nuugaatsiaq Qaarsuarsuk Qaarsut Saattut Sermiarsuit Ukkusissat Uummannaq Uummannatsiaq | Ikerasak Illorsuit Niaqornat Nuugaatsiaq Qaarsut Saattut Sermiarsuit Ukkusissat Uummannaq Uummannatsiaq | Sermiarsuit (1964) Uummannatsiaq (1968) |
| Gemeinde Uummannaq        | Akuliaruseq Appat Ikerasak Illorsuit Niaqornat Nuugaatsiaq Qaarsuarsuk Qaarsut Saattut Sermiarsuit Ukkusissat Uummannaq Uummannatsiaq | Akuliaruseq (1953) Appat (1955) Qaarsuarsuk (1952) | |
| Gemeinde Qeqertarsuaq     | Aamaruutissat Imerissoq Kangerluk Qeqertarsuaq | Aamaruutissat Imerissoq Kangerluk Qeqertarsuaq | Kangerluk Qeqertarsuaq |
| Gemeinde Qeqertarsuaq     | Aamaruutissat Imerissoq Kangerluk Qeqertarsuaq | Aamaruutissat Imerissoq Kangerluk Qeqertarsuaq | Aamaruutissat (1965) 8 Imerissoq (1967) |
| Gemeinde Qeqertarsuaq     | Aamaruutissat Imerissoq Kangerluk Qeqertarsuaq | | |
| Gemeinde Vaigat           | Ikorfat Qeqertaq Qullissaaqqat Qullissat Saqqaq Tartunaq Ujarasussuk Uunartoq | Qeqertaq Qullissat Saqqaq Ujarasussuk Uunartoq | Qullissat 2 |
| Gemeinde Vaigat           | Ikorfat Qeqertaq Qullissaaqqat Qullissat Saqqaq Tartunaq Ujarasussuk Uunartoq | Qeqertaq Qullissat Saqqaq Ujarasussuk Uunartoq | Ujarasussuk (1963) Uunartoq (1962) |
| Gemeinde Vaigat           | Ikorfat Qeqertaq Qullissaaqqat Qullissat Saqqaq Tartunaq Ujarasussuk Uunartoq | Ikorfat (1952) Qullissaaqqat (1956) Tartunaq (1954) | |
| Gemeinde Ilulissat        | Appat Ataa Ilulissat Oqaatsut | Ataa Ilulissat Oqaatsut | Ilimanaq 3 Ilulissat Oqaatsut Qeqertaq 3 Saqqaq 3 |
| Gemeinde Ilulissat        | Appat Ataa Ilulissat Oqaatsut | Ataa Ilulissat Oqaatsut | Ataa (1961) |
| Gemeinde Ilulissat        | Appat Ataa Ilulissat Oqaatsut | Appat (1958) 7 | |
| Gemeinde Qasigiannguit    | Akulliit Avannarliit Ikamiut Ilimanaq Qasigiannguit | Akulliit Ikamiut Qasigiannguit Ilimanaq | Ikamiut Qasigiannguit |
| Gemeinde Qasigiannguit    | Akulliit Avannarliit Ikamiut Ilimanaq Qasigiannguit | Akulliit Ikamiut Qasigiannguit Ilimanaq | Akulliit (1962) |
| Gemeinde Qasigiannguit    | Akulliit Avannarliit Ikamiut Ilimanaq Qasigiannguit | Avannarliit (1959) | |
| Gemeinde Aasiaat          | Aasiaat Akunnaaq Killiit Kitsissuarsuit Manermiut Maniitsoq Nivaaq | Aasiaat Akunnaaq Killiit Kitsissuarsuit Manermiut Nivaaq | Aasiaat Akunnaaq Kitsissuarsuit |
| Gemeinde Aasiaat          | Aasiaat Akunnaaq Killiit Kitsissuarsuit Manermiut Maniitsoq Nivaaq | Aasiaat Akunnaaq Killiit Kitsissuarsuit Manermiut Nivaaq | Killiit (1967) 6 Manermiut (1962) 8 Nivaaq (1963) |
| Gemeinde Aasiaat          | Aasiaat Akunnaaq Killiit Kitsissuarsuit Manermiut Maniitsoq Nivaaq | Maniitsoq (1952) | |
| Gemeinde Kangaatsiaq      | Aalatsivik Aqisserniaq Attu Iginniarfik Ikerasaarsuk Ikerasak Innalik Kangaatsiaq Niaqornaarsuk Qeqertarsuatsiaq Tununngasoq | Aalatsivik Aqisserniaq Attu Iginniarfik Ikerasaarsuk Ikerasak Innalik Kangaatsiaq Niaqornaarsuk Qeqertarsuatsiaq Tununngasoq | Attu Iginniarfik Ikerasaarsuk Ikerasak 2 Kangaatsiaq Niaqornaarsuk Qeqertarsuatsiaq 2 Tununngasoq 2 |
| Gemeinde Kangaatsiaq      | Aalatsivik Aqisserniaq Attu Iginniarfik Ikerasaarsuk Ikerasak Innalik Kangaatsiaq Niaqornaarsuk Qeqertarsuatsiaq Tununngasoq | Aalatsivik Aqisserniaq Attu Iginniarfik Ikerasaarsuk Ikerasak Innalik Kangaatsiaq Niaqornaarsuk Qeqertarsuatsiaq Tununngasoq | Aalatsivik (1965) Aqisserniaq (1968) Innalik (1969) |
| Gemeinde Kangaatsiaq      | Aalatsivik Aqisserniaq Attu Iginniarfik Ikerasaarsuk Ikerasak Innalik Kangaatsiaq Niaqornaarsuk Qeqertarsuatsiaq Tununngasoq | | |
| Gemeinde Sisimiut 1       | Ikerasaarsuk Ikerasak Itilleq Qerrortusoq (Assaqutaq) Saqqaq Saqqarliit Sarfannguit Sisimiut Uummannaarsuk | Itilleq Qerrortusoq (Assaqutaq) Saqqarliit Sarfannguit Sisimiut Uummannaarsuk | Itilleq Sarfannguit Sisimiut |
| Gemeinde Sisimiut 1       | Ikerasaarsuk Ikerasak Itilleq Qerrortusoq (Assaqutaq) Saqqaq Saqqarliit Sarfannguit Sisimiut Uummannaarsuk | Itilleq Qerrortusoq (Assaqutaq) Saqqarliit Sarfannguit Sisimiut Uummannaarsuk | Qerrortusoq (Assaqutaq) (1969) Saqqarliit (1961) Uummannaarsuk (1962) |
| Gemeinde Sisimiut 1       | Ikerasaarsuk Ikerasak Itilleq Qerrortusoq (Assaqutaq) Saqqaq Saqqarliit Sarfannguit Sisimiut Uummannaarsuk | Ikerasaarsuk (1953) Ikerasak (1955) Saqqaq (1952) | |
| Gemeinde Maniitsoq        | Appamiut Atammik Ikerasak Ikkamiut Kangaamiut Kangerluarsuk Maniitsoq Napasoq Narsarmiut Timerliit | Appamiut Atammik Kangaamiut Maniitsoq Napasoq | Atammik Kangaamiut Maniitsoq Napasoq |
| Gemeinde Maniitsoq        | Appamiut Atammik Ikerasak Ikkamiut Kangaamiut Kangerluarsuk Maniitsoq Napasoq Narsarmiut Timerliit | Appamiut Atammik Kangaamiut Maniitsoq Napasoq | Appamiut (1961) |
| Gemeinde Maniitsoq        | Appamiut Atammik Ikerasak Ikkamiut Kangaamiut Kangerluarsuk Maniitsoq Napasoq Narsarmiut Timerliit | Ikerasak (1952) Ikkamiut (1953) Kangerluarsuk (1952) Narsarmiut (1950) Timerliit (1956) | |
| Gemeinde Nuuk             | Akunnaat Kangeq Kangerluarsoruseq Kangerluarsussuaq Kangillermiut Kapisillit Narsaq Neriunaq Nuuk Qeqertarsuatsiaat Qoornoq Saarloq Utoqqarmiut Uummannaq | Kangeq Kangerluarsoruseq Kapisillit Narsaq Neriunaq Nuuk Qeqertarsuatsiaat Qoornoq Utoqqarmiut | Kangeq 2 Kangerluarsoruseq 2 9 Kapisillit Neriunaq 2 Nuuk Qeqertarsuatsiaat Qoornoq 2 |
| Gemeinde Nuuk             | Akunnaat Kangeq Kangerluarsoruseq Kangerluarsussuaq Kangillermiut Kapisillit Narsaq Neriunaq Nuuk Qeqertarsuatsiaat Qoornoq Saarloq Utoqqarmiut Uummannaq | Kangeq Kangerluarsoruseq Kapisillit Narsaq Neriunaq Nuuk Qeqertarsuatsiaat Qoornoq Utoqqarmiut | Narsaq (1964) Utoqqarmiut (1962) |
| Gemeinde Nuuk             | Akunnaat Kangeq Kangerluarsoruseq Kangerluarsussuaq Kangillermiut Kapisillit Narsaq Neriunaq Nuuk Qeqertarsuatsiaat Qoornoq Saarloq Utoqqarmiut Uummannaq | Akunnaat (1950) Kangerluarsussuaq (1956) Kangillermiut (1950) Saarloq (1951) Uummannaq (1950) | |
| Gemeinde Paamiut          | Arsuk Iluilaarsuk Kangilineq Kuannit Narsalik Neria Paamiut Qeqertarsuaq | Arsuk Iluilaarsuk Kangilineq Kuannit Narsalik Neria Paamiut | Arsuk Kuannit 2 Narsalik 2 Paamiut |
| Gemeinde Paamiut          | Arsuk Iluilaarsuk Kangilineq Kuannit Narsalik Neria Paamiut Qeqertarsuaq | Arsuk Iluilaarsuk Kangilineq Kuannit Narsalik Neria Paamiut | Iluilaarsuk (1962) Kangilineq (1963) Neria (1966) |
| Gemeinde Paamiut          | Arsuk Iluilaarsuk Kangilineq Kuannit Narsalik Neria Paamiut Qeqertarsuaq | Qeqertarsuaq (1954) | |
| Gemeinde Ivittuut 1       | Ivittuut | Ivittuut | Ivittuut 2 |
| Gemeinde Ivittuut 1       | Ivittuut | Ivittuut | |
| Gemeinde Ivittuut 1       | Ivittuut | | |
| Gemeinde Qaqortoq         | Eqalugaarsuit Qaarsoq Qaqortoq Qassimiut Qeqertarsuaaraq Saarloq Saqqarmiut | Eqalugaarsuit 5 Qaqortoq Qassimiut Qeqertarsuaaraq Saarloq Saqqarmiut | Eqalugaarsuit Qaqortoq Qassimiut Saarloq |
| Gemeinde Qaqortoq         | Eqalugaarsuit Qaarsoq Qaqortoq Qassimiut Qeqertarsuaaraq Saarloq Saqqarmiut | Eqalugaarsuit 5 Qaqortoq Qassimiut Qeqertarsuaaraq Saarloq Saqqarmiut | Qeqertarsuaaraq (1960er) Saqqarmiut (1969) |
| Gemeinde Qaqortoq         | Eqalugaarsuit Qaarsoq Qaqortoq Qassimiut Qeqertarsuaaraq Saarloq Saqqarmiut | Qaarsoq (1951) | |
| Gemeinde Narsaq 1         | Igaliku Narsaq Niaqornaq Qarmat Qassiarsuk | Igaliku Narsaq Qassiarsuk | Igaliku Narsaq Qassiarsuk 9 |
| Gemeinde Narsaq 1         | Igaliku Narsaq Niaqornaq Qarmat Qassiarsuk | Igaliku Narsaq Qassiarsuk | |
| Gemeinde Narsaq 1         | Igaliku Narsaq Niaqornaq Qarmat Qassiarsuk | Niaqornaq (1954) Qarmat (1953) | |
| Gemeinde Nanortalik       | Aappilattoq Akuliaruseq Alluitsoq Alluitsup Paa Ammassivik Illorpaat Ippik Nanortalik Narsarmijit Nuuk Papikatsuk Qunnermiut Sermilik Tasiusaq Tuapaat | Aappilattoq Akuliaruseq Alluitsoq Alluitsup Paa Ammassivik Illorpaat Nanortalik Narsarmijit Qunnermiut Tasiusaq | Aappilattoq Alluitsoq 2 Alluitsup Paa Ammassivik Illorpaat 2 Nanortalik Narsarmijit 6 Tasiusaq 6 |
| Gemeinde Nanortalik       | Aappilattoq Akuliaruseq Alluitsoq Alluitsup Paa Ammassivik Illorpaat Ippik Nanortalik Narsarmijit Nuuk Papikatsuk Qunnermiut Sermilik Tasiusaq Tuapaat | Aappilattoq Akuliaruseq Alluitsoq Alluitsup Paa Ammassivik Illorpaat Nanortalik Narsarmijit Qunnermiut Tasiusaq | Akuliaruseq (1961) Qunnermiut (1965) |
| Gemeinde Nanortalik       | Aappilattoq Akuliaruseq Alluitsoq Alluitsup Paa Ammassivik Illorpaat Ippik Nanortalik Narsarmijit Nuuk Papikatsuk Qunnermiut Sermilik Tasiusaq Tuapaat | Ippik (1950er) Nuuk (1950) Papikatsuk (1952) Sermilik (1955) Tuapaat (1953) | |
| Gemeinde Ammassalik       | Akerninnaq (Sermilik) Akerninnaq (Skjoldungen) Ikkatteq Iissalik Immikkeerteq Isertoq Iittuarmiit Kangersertivattiaq Kulusuk Kuummiit Nattivit Oqqua Pulaqqavik Qernertivartivit Sermiligaaq Suunaajik Tasiilaq Tiilerilaaq Umittuartiit | Akerninnaq (Skjoldungen) Ikkatteq Isertoq Kulusuk Kuummiit Pulaqqavik Qernertivartivit Sermiligaaq Skjoldungen 4 Tasiilaq Tiilerilaaq | Ikkatteq 2 9 Isertoq 6 Kulusuk 9 Kuummiit 6 Pikiittit 2 4 Qernertivartivit 2 9 Sermiligaaq 9 Tasiilaq Tiilerilaaq 9 Umiivik 2 4 |
| Gemeinde Ammassalik       | Akerninnaq (Sermilik) Akerninnaq (Skjoldungen) Ikkatteq Iissalik Immikkeerteq Isertoq Iittuarmiit Kangersertivattiaq Kulusuk Kuummiit Nattivit Oqqua Pulaqqavik Qernertivartivit Sermiligaaq Suunaajik Tasiilaq Tiilerilaaq Umittuartiit | Akerninnaq (Skjoldungen) Ikkatteq Isertoq Kulusuk Kuummiit Pulaqqavik Qernertivartivit Sermiligaaq Skjoldungen 4 Tasiilaq Tiilerilaaq | Akerninnaq (Skjoldungen) (1960er?) Pulaqqavik (1960er?) Skjoldungen (1964/65) 6 |
| Gemeinde Ammassalik       | Akerninnaq (Sermilik) Akerninnaq (Skjoldungen) Ikkatteq Iissalik Immikkeerteq Isertoq Iittuarmiit Kangersertivattiaq Kulusuk Kuummiit Nattivit Oqqua Pulaqqavik Qernertivartivit Sermiligaaq Suunaajik Tasiilaq Tiilerilaaq Umittuartiit | Akerninnaq (Sermilik) (1958) Iissalik (1959) Iittuarmiit (1952) Imaarsivik (1950er?) 4 Immikkeerteq (1952) Kangersertivattiaq (1954) Nattivit (1954) Oqqua (1950) Qinngeq (1958) 4 Suunaajik (1954) Umittuartiit (1950er) | |
| Gemeinde Ittoqqortoormiit | Itterajivit Ittoqqortoormiit Kangersittuaq Kangikajik Uunarteq | Itterajivit Ittoqqortoormiit Uunarteq | Itterajivit 2 Ittoqqortoormiit Uunarteq 2 |
| Gemeinde Ittoqqortoormiit | Itterajivit Ittoqqortoormiit Kangersittuaq Kangikajik Uunarteq | Itterajivit Ittoqqortoormiit Uunarteq | |
| Gemeinde Ittoqqortoormiit | Itterajivit Ittoqqortoormiit Kangersittuaq Kangikajik Uunarteq | Kangersittuaq (1954) Kangikajik (1956) | |
| Anmerkungen               | 1 Die vier Militärbasen in Pituffik, Kangerlussuaq, Kangilinnguit und Narsarsuaq sind nicht beachtet. 2 Der Ort wurde nach 1970 aufgegeben. 3 Ilimanaq wurde während der 1960er Jahre aus der Gemeinde Qasigiannguit an die Gemeinde Ilulissat überführt und Saqqaq und Qeqertat aus der Gemeinde Vaigat an die Gemeinde Ilulissat. 4 Der Ort wurde erst nach 1950 besiedelt. 5 Der Ort erhielt 1952 den Udstedsstatus. 6 Der Ort erhielt 1960 den Udstedsstatus. 7 Der Ort verlor 1955 den Udstedsstatus. 8 Der Ort verlor 1960 den Udstedsstatus. 9 Der Ort erhielt nie offiziell den Udstedsstatus, hatte aber bei der Abschaffung der Udsteder 1966 bereits die Infrastruktur eines Udsteds (Laden) und erfüllte damit die Kriterien für den offiziellen Dorfstatus. 10 Ikerasaarsuk wurde ab 1956 als ein Teil von Nutaarmiut gesehen. | 1 Die vier Militärbasen in Pituffik, Kangerlussuaq, Kangilinnguit und Narsarsuaq sind nicht beachtet. 2 Der Ort wurde nach 1970 aufgegeben. 3 Ilimanaq wurde während der 1960er Jahre aus der Gemeinde Qasigiannguit an die Gemeinde Ilulissat überführt und Saqqaq und Qeqertat aus der Gemeinde Vaigat an die Gemeinde Ilulissat. 4 Der Ort wurde erst nach 1950 besiedelt. 5 Der Ort erhielt 1952 den Udstedsstatus. 6 Der Ort erhielt 1960 den Udstedsstatus. 7 Der Ort verlor 1955 den Udstedsstatus. 8 Der Ort verlor 1960 den Udstedsstatus. 9 Der Ort erhielt nie offiziell den Udstedsstatus, hatte aber bei der Abschaffung der Udsteder 1966 bereits die Infrastruktur eines Udsteds (Laden) und erfüllte damit die Kriterien für den offiziellen Dorfstatus. 10 Ikerasaarsuk wurde ab 1956 als ein Teil von Nutaarmiut gesehen. | 1 Die vier Militärbasen in Pituffik, Kangerlussuaq, Kangilinnguit und Narsarsuaq sind nicht beachtet. 2 Der Ort wurde nach 1970 aufgegeben. 3 Ilimanaq wurde während der 1960er Jahre aus der Gemeinde Qasigiannguit an die Gemeinde Ilulissat überführt und Saqqaq und Qeqertat aus der Gemeinde Vaigat an die Gemeinde Ilulissat. 4 Der Ort wurde erst nach 1950 besiedelt. 5 Der Ort erhielt 1952 den Udstedsstatus. 6 Der Ort erhielt 1960 den Udstedsstatus. 7 Der Ort verlor 1955 den Udstedsstatus. 8 Der Ort verlor 1960 den Udstedsstatus. 9 Der Ort erhielt nie offiziell den Udstedsstatus, hatte aber bei der Abschaffung der Udsteder 1966 bereits die Infrastruktur eines Udsteds (Laden) und erfüllte damit die Kriterien für den offiziellen Dorfstatus. 10 Ikerasaarsuk wurde ab 1956 als ein Teil von Nutaarmiut gesehen. |

In den Städten wurden zur Verbesserung der Wohnverhältnisse große Wohnblöcke errichtet, in die die Bevölkerung und die Neuankömmlinge aus den aufgegebenen Orten einzog. Die konkreten Empfehlungen, die beiden nördlichen Gemeinden Westgrönlands aufzugeben, Qullissat zu schließen und das Gebiet um das Kap Farvel zu entvölkern, wurden nur teilweise durchgeführt. Mehrere besonders abseits liegende Orte an der Südspitze Grönlands waren bereits zuvor aufgegeben wurden, während die beiden größeren Orte Narsarmijit und Aappilattoq überlebten. Viele Orte in der Gemeinde Upernavik überlebten ebenfalls und Kullorsuaq, das schnellstmöglich aufgegeben werden sollte, ist heute das zweitgrößte Dorf des Landes. Insgesamt ist die Gegend diejenige in Grönland, wo die Dörfer das größte Wachstum verzeichnen, während fast in ganz Grönland die Einwohnerzahlen der Dörfer jährlich abnehmen. Qullissat wurde in den 1970er Jahren aufgegeben, was wegen der damit einhergehenden Zwangsumsiedelung ein großer Skandal war.

### Danisierung und soziale Probleme
Mithilfe dänischer Arbeitskräfte wurde die Infrastruktur stark ausgebaut und auf ein näherungsweise europäisches Niveau gebracht. Der Anteil an Dänen in Grönland machte in den folgenden Jahren bis zu einem Fünftel der Bevölkerung aus. Zugleich wurde die dänische Sprache in der Schule und in der Verwaltung immer bedeutender. Weil sie sich bessere Chancen für ihre Kinder erhofften, begannen immer mehr Eltern, ihre Kinder in die dänischen Schulklassen zu bringen. Um die Urbanisierung zu stärken, mussten Kinder zudem ab der sechsten Klasse in einer Stadt zur Schule gehen, offiziell begründet mit den besseren Möglichkeiten für den Dänischunterricht. Dies führte auch zu einer Trennung von Kindern und ihren in den Dörfern lebenden Eltern. Generell wurde zudem eine Politik geführt, bei der zahlreiche Kinder – mit Genehmigung der Eltern – auch ein Jahr in Dänemark die Schule besuchten, offiziell um ihre Dänischkenntnisse zu verbessern.
In der Lohnpolitik kam es zu einem weiteren Problem. Da dänische Arbeiter de facto mehr verdienten als grönländische, wurde bei der G50-Politik das Heimatkriterium eingeführt, durch das Grönländer nach zehnjährigem Aufenthalt in Dänemark quasi als Dänen galten und somit dänische Löhne erhalten konnten. Dies führte dazu, dass viele Grönländer für eine Ausbildung nach Dänemark auswanderten, aber nach zehn Jahren nicht mehr zurückkehrten. Um dies zu verhindern, wurde das Heimatkriterium unter der G60-Politik wieder abgeschafft und durch das Geburtsortskriterium ersetzt, wonach in Dänemark geborene Personen mehr verdienten als in Grönland geborene Personen. Damit waren de facto die alten kolonialen Verhältnisse wiederhergestellt.
Die großen Veränderung führten bei großen Teilen der Bevölkerung zu einem plötzlichen Kulturverlust. Da zugleich der Verkauf von Alkohol genehmigt worden war, breitete sich Alkoholismus aus, womit sich soziale Probleme bei vielen Grönländern vergrößerten und die Suizid- und Kriminalitätsrate stieg.
In den 1960er Jahren entwickelte sich ein grönländischer Widerstand gegen die Entwicklungen, der sich in den 1970er Jahren verstärkte. Man hatte Angst um das völlige Verschwinden der grönländischen Kultur und Sprache. Die postkoloniale Periode wurde als Neokolonialismus gesehen, der sich in der zwanghaften Übernahme dänischer Strukturen in Grönland bemerkbar machte. Vor allem die junge Bildungselite setzte sich für ein grönländischeres Grönland ein, dass 1973 zu den ersten Arbeitsschritten in Richtung grönländischer Autonomie führten, die in der Einführung der Hjemmestyre im Jahr 1979 resultierten.